# Johann Sebastian Bach
Johann Sebastian Bach (Eisenach, 31 de março de 1685 – Leipzig, 28 de julho de 1750) foi um compositor, cravista, mestre de capela, regente, organista, professor, violinista e violista oriundo do Sacro Império Romano-Germânico, atual Alemanha.
Nascido numa família de longa tradição musical, cedo mostrou possuir talento e logo tornou-se um músico completo. Estudante incansável, adquiriu um vasto conhecimento da música europeia de sua época e das gerações anteriores. Desempenhou vários cargos em cortes e igrejas alemãs, mas suas funções mais destacadas foram a de Kantor da Igreja de São Tomás e Diretor Musical da cidade de Leipzig, onde desenvolveu a parte final e mais importante de sua carreira. Absorvendo inicialmente o grande repertório de música contrapontística germânica como base principal de seu estilo, recebeu mais tarde a influência italiana e francesa, através das quais sua obra se enriqueceu e transformou, realizando uma síntese original de uma multiplicidade de tendências. Praticou quase todos os gêneros musicais conhecidos em seu tempo, com a notável exceção da ópera, embora suas cantatas maduras revelem bastante influência desta que foi uma das formas mais populares do período Barroco.
Sua habilidade ao órgão e ao cravo foi amplamente reconhecida enquanto viveu e se tornou lendária, sendo considerado o maior virtuoso de sua geração e um especialista na construção de órgãos. Também tinha grandes qualidades como maestro, cantor, professor e violinista, mas como compositor seu mérito só recebeu aprovação limitada e nunca foi exatamente popular, ainda que vários críticos que o conheceram o louvassem como grande. A maior parte de sua música caiu no esquecimento após sua morte, mas sua recuperação iniciou no século XIX, através do compositor Felix Mendelssohn (1809-1847), e desde então seu prestígio não cessou de crescer. Na apreciação contemporânea Bach é tido como o maior nome da música barroca, e muitos o veem como o maior compositor de todos os tempos, ganhando também o título de "Pai da Música", elogiado e estudado por grandes compositores como Mozart e Beethoven, deixando muitas obras que constituem a consumação de seu gênero. Entre suas peças mais conhecidas e importantes estão os Concertos de Brandenburgo, o Cravo Bem-Temperado, as Sonatas e Partitas para violino solo, a Missa em Si Menor, a Tocata e Fuga em Ré Menor, a Paixão segundo São Mateus, a Oferenda Musical, a Arte da Fuga, as cantatas Jesus Alegria dos Homens e Coração e Boca e Ações e Vida e várias outras cantatas.

## Vida

### Primeiros anos em Eisenach
Johann Sebastian Bach (AFI: [joˈhan] ou AFI: [ˈjoːhan zeˈbastjan ˈbax]) nasceu em Eisenach, pequena localidade da Turíngia, em 21 de março de 1685 segundo o calendário juliano (31 de março do mesmo ano, segundo o calendário gregoriano). Era o filho caçula de Johann Ambrosius Bach e Maria Elisabetha Lämmerhirt. Foi batizado na Igreja de São Jorge dois dias depois, tendo como padrinhos o músico Sebastian Nagel e o guarda-caça Johann Georg Koch. Os Bach eram uma família luterana integrada por músicos e compositores há várias gerações, entre eles Veit Bach (o fundador da dinastia Bach), Heinrich, Johann Michael, o próprio pai de Sebastian e muitos outros. A sua mãe era de uma família de peleteiros e agricultores, também com alguns músicos, todos profundamente religiosos, seguidores de uma doutrina anabatista de inclinação mística.
Pouco se conhece sobre sua primeira infância, salvo que desde cedo seu talento musical foi reconhecido, sendo instruído em instrumentos de cordas por seu pai e em órgão e teclado possivelmente por seu primo Johann Christoph. Com oito anos de idade ingressou na Lateinschule (escola latina) de Eisenach, a mesma escola onde Lutero havia estudado dois séculos antes. Ali o núcleo do aprendizado era a doutrina luterana, acompanhada de gramática, história e aritmética. Os níveis superiores incluíam latim, grego, hebreu, lógica, filosofia e retórica. Graças à educação musical que recebeu em casa, pôde logo ser aproveitado pelo coro da escola e também da congregação de São Jorge, destacando-se pela sua bela voz de soprano infantil.

### Ohrdruf

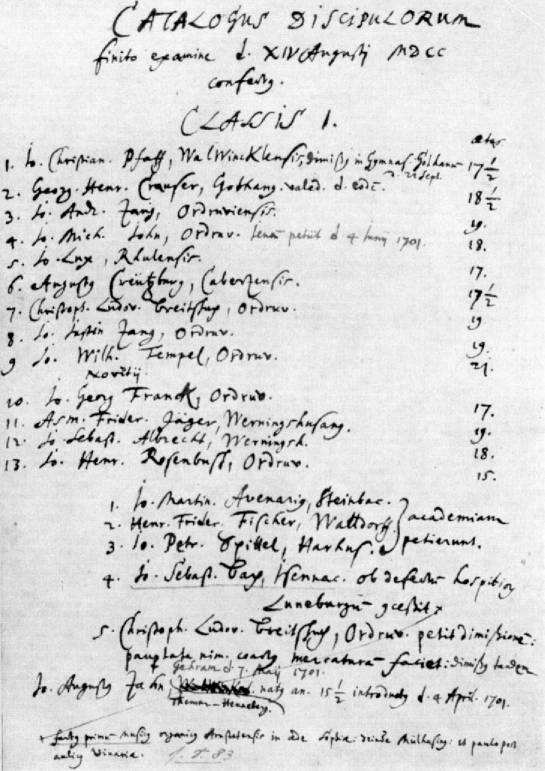
Catálogo de alunos matriculados na escola de Ohrdruf, 1700. Bach é o quarto da segunda lista. Stadtarchiv Ohrdruf

Contudo, as condições de vida na Turíngia naquela época eram precárias, seguidamente assolada por guerras e epidemias. Estando com apenas nove anos perdeu a mãe e, meses depois, o pai, depois de ter já perdido dois irmãos. Órfão, foi entregue aos cuidados de seu irmão mais velho, também chamado Johann Christoph, que era organista em Ohrdruf. Sua adaptação à nova vida não parece, segundo Geiringer, ter sido fácil. Sebastian mal conhecia seu irmão, que saíra de casa pouco anos antes de ele nascer e a esta altura estava casado e esperava um filho, contando com um salário magro. Por outro lado, Christoph parece ter sido hospitaleiro e atencioso. Em seguida Bach conseguiu um emprego de cantor no coro local, contribuindo para cobrir as despesas domésticas, e ingressou na escola local para continuar seus estudos gerais, onde revelou-se um ótimo aluno, ultrapassando colegas mais velhos. Ao mesmo tempo, se aperfeiçoava na música com o irmão, que fora aluno de Pachelbel, e iniciava na composição, dedicando uma de suas primeiras peças para teclado ao seu irmão e mentor.
Quando Elias Herda foi admitido como novo Kantor da escola de Ohrdruf, divulgou entre seus alunos a animação musical que existia então em Lüneburg. Bach entusiasmou-se com o cenário narrado e solicitou dispensa para lá estudar. Com as boas referências de que já dispunha, recebeu uma bolsa de estudos e no início de 1700, sem ter completado quinze anos e acompanhado de seu colega Georg Erdmann, deixou Ohrdruf e se dirigiu a Lüneburg, afortunadamente pouco antes de uma nova epidemia atingir a cidade. Em abril já fazia parte do quadro de cantores do coro da Igreja de São Miguel em Lüneburg. Sua renda na posição era escassa, mas podia complementá-la, como era o hábito, cantando nas ruas, em funerais e casamentos, além de ter moradia e um auxílio extra garantidos pela sua pensão.

### Lüneburg
A vida musical em Lüneburg era muito mais dinâmica do que em Ohrdruf. A Igreja de São Miguel era um importante centro musical, oferecendo um variado repertório através de um corpo de músicos qualificados, além de ter uma enorme biblioteca de partituras, que vinha sendo compilada desde sua fundação em 1555 por Michael Praetorius. Pouco depois de sua chegada sua voz juvenil mudou. Ao contrário de outros lugares, onde isso significava a exclusão do coro, a prática local era de aproveitar os membros então como baixos ou tenores. Bach tinha a vantagem de ser proficiente em violino e viola, provavelmente participando também da orquestra. O programa musical para os estudantes era extenso e pesado, e somava-se às obrigações do currículo extramusical da Michaelisschule (Escola de S. Miguel). Residia e se alimentava no convento da igreja, onde se instalara a Ritterakademie (Academia dos Cavaleiros), destinada aos filhos da nobreza e um centro da cultura francesa, e o contato com esse universo lhe foi muito instrutivo, conhecendo a língua, o teatro e a música da França. Bach então conheceu o professor de dança da Ritterakademie, Thomas de la Selle, que fora aluno de Lully, e com ele fez visitas a Celle, cuja corte se esmerava por imitar a corte de Versalhes e tudo o que se referisse à França. Outros contatos importantes que fez em Lüneburg foram com o construtor de órgãos Johann Balthasar Held e com Georg Böhm, organista da Igreja de São João.
É possível que Böhm tenha-lhe dado cartas de apresentação ao famoso organista Johann Adam Reincken, que atuava em Hamburgo. Bach fez a viagem de 50 km a pé para ouvir o grande músico, e com toda a probabilidade seu primo Johann Ernst Bach, que vivia na cidade, lhe apresentou outros músicos destacados. Não se sabe se Bach estudou com Böhm ou com Reincken, mas de fato tornou-se um amigo íntimo do último até que este faleceu cerca de vinte anos depois, e o visitou sempre que esteve em Hamburgo. Do período em Lüneburg sobrevivem poucas obras, entre elas algumas variações corais no estilo de Böhm.

### Weimar

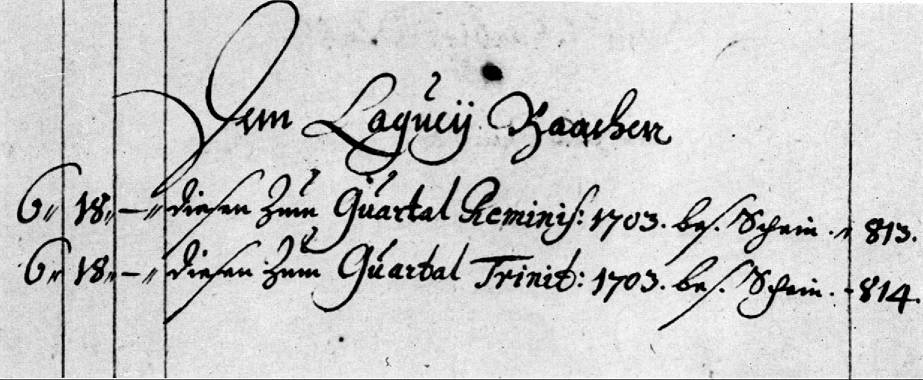
Registro de pagamentos a Bach em seu tempo em Weimar, 1703. Staatsarchiv Weimar

No início de 1702 Bach terminou seus estudos regulares na Michaelisschule e se qualificara para ingressar na universidade, mas a perspectiva de uma vida acadêmica não parece ter-lhe atraído. Em 1703 solicitou um posto como organista da Jacobikirche (Igreja de S. Tiago) em Sangerhausen, perto de Halle. Foi eleito por unanimidade pelo conselho municipal, atestando que Bach já era reconhecido como um talento excepcional. Infelizmente, o duque de Saxe-Weissenfels anulou a nomeação em favor de Johann Kobelius, um músico mais maduro, sendo prometido a Bach, contudo, o favorecimento em alguma outra ocasião. Alguns meses depois Bach estava em Weimar. Coexistiam ali duas cortes ducais, uma do duque reinante, e outra de seu irmão. Em março de 1703 Bach recebeu a nomeação de violinista e lacaio da corte do segundo duque, Johann Ernst, para quem o avô de Bach havia trabalhado. Bach certamente não encontrou em Weimar o ambiente musical que desejava, e possivelmente aceitou o cargo como um emprego temporário. Seus parentes começaram a ajudá-lo a encontrar uma posição, o que acabou se concretizando quando a Neue Kirche (Igreja Nova) de Arnstadt o convidou para testar seu órgão recém-construído.

### Arnstadt
A récita de Bach ao novo órgão maravilhou os cidadãos de Arnstadt, que dispensaram a apresentação de outros organistas, como era a praxe, e lhe ofereceram o posto de organista titular com uma renda anual de 50 florins, mais 34 florins para alojamento e alimentação, uma soma considerável para um músico da época, sendo investido em suas funções em 14 de agosto de 1703. Suas obrigações não eram muitas: tocar por duas horas aos domingos, segundas e quintas-feiras. Como a igreja não contratara um Kantor, Bach também treinava o coro. A posição parecia ideal para um jovem músico que precisava de tempo livre para se aprofundar na composição. A cidade era além disso agradável, belamente ajardinada, e vários de seus parentes viviam ali. Entre eles Maria Barbara Bach, sua prima em segundo grau, com quem anos mais tarde veio a se casar.
Em outubro de 1705 obteve uma licença de um mês para poder ir a Lübeck e ouvir o famoso Buxtehude, o mais destacado organista do norte da Alemanha, e os concertos vespertinos que ele regia na época entre a festa da Trindade e a do Advento, e fez a pé o trajeto de mais de 350 km. Sua visita deve ter sido proveitosa, pois ele não retornou antes de janeiro de 1706, e de imediato sua maneira de acompanhar os hinos revelou a influência do outro mestre, com passagens virtuosísticas e grande elaboração contrapontística, o que não deixou de despertar protestos entre a congregação que, perplexa, estava acostumada com acompanhamentos simples. Este não foi o único dos problemas que Bach enfrentou. Foi censurado pelo consistório pela sua longa ausência e por causa daquelas "escandalosas" liberdades e improvisos ao órgão que confundiam os fiéis. Tendo de acatar as ordens, pouco depois foi censurado por fazer os acompanhamentos demasiado curtos. Além disso, o coro de meninos que ele tinha de reger era tudo menos competente e dócil, registrando-se vários episódios de confrontos e altercações violentas, incluindo uma luta com espada, a despeito de repetidas reclamações e solicitações de Bach de medidas para melhorar a situação. Logo se tornou claro para ele que não mais poderia permanecer em Arnstadt por muito tempo. Aparentemente o derradeiro pomo de discórdia foi a reprimenda que recebeu por ter acompanhado ao órgão uma donzela cantora - presumivelmente Maria Barbara - em uma ocasião em que a igreja estava vazia.
Sua obra deste período demonstra que ele tinha aprendido tudo o que seus antecessores alemães poderiam ensinar-lhe, chegando a uma primeira síntese dos estilos do norte e do sul da Alemanha. Entre os poucos trabalhos que podem ser atribuídos a esta fase estão o Capricho sobre a partida do seu amado irmão BWV 992, o prelúdio coral Wie schön leuchtet der Morgenstern BWV 739, e uma primeira versão, fragmentária, do Prelúdio e Fuga em sol menor BWV 535a.

### Mühlhausen

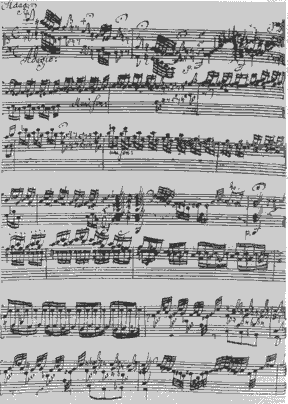
Manuscrito de Johannes Ringk da Tocata e Fuga em ré menor BWV 565

Em junho de 1707 Bach obteve um posto na Blasiuskirche em Mühlhausen. Ele se mudou para lá logo depois e casou com Maria Barbara em 17 de outubro. As coisas parecem por um tempo ter sido mais simples. Começou a produzir várias cantatas sacras, todas compostas em um molde conservador, sem exibirem qualquer influência do operismo italiano que mais tarde apareceu em sua obra. Algumas de suas mais famosas peças para órgão datam deste período, como a Tocata e Fuga em ré menor BWV 565, escrita no estilo rapsódico do norte, o Prelúdio e Fuga em ré maior BWV 532 e a Passacaglia em dó menor BWV 582, um exemplo precoce do instinto de Bach para a organização em grande escala. A cantata Gott ist mein König BWV 71, de 4 de fevereiro de 1708, foi impressa a expensas da câmara municipal e foi a primeira das composições de Bach a ser publicada.
Enquanto em Mühlhausen Bach copiou muita música para ampliar a biblioteca do coro, tentou incentivar a música das aldeias vizinhas, e convenceu seu empregador a reformar o órgão. Sua permanência ali também foi breve: em 25 de junho de 1708 demitiu-se. Segundo ele próprio, seu plano de prover a igreja de boa música foi prejudicado pelas pobres condições em Mühlhausen, e por causa de seu baixo salário. Outra influência em sua decisão pode ter sido a controvérsia teológica que se formou entre os pietistas e os luteranos ortodoxos, que acabou afetando a música de Bach. Pouco depois mudou-se de volta para Weimar, mas continuou em bons termos com Mühlhausen, para a qual supervisionou a reconstrução do órgão e compôs uma cantata em 4 de fevereiro de 1709, que foi impressa, mas perdeu-se.

### Novamente em Weimar
Em Weimar Bach recebeu desde logo um excelente salário de 229 florins, e desempenhou as funções de organista e violinista da corte do novo duque reinante, Wilhelm Ernst, cujos interesses musicais eram semelhantes aos seus. Incentivado pelo patrão, que era um luterano ferrenhamente ortodoxo e valorizava muito a música sacra, durante os primeiros anos Bach concentrou-se na obra para órgão, mais uma vez induzindo seu empregador a reformar o instrumento. Ocasionalmente visitava outras cidades e exibia seu talento como intérprete e improvisador virtuoso, e nesta época começaram a ser registradas várias narrativas altamente elogiosas sobre suas capacidades incomuns, bem como passou a ser reconhecido como um perito na construção de órgãos, seguidamente consultado por várias cidades e igrejas e convidado a testar instrumentos.

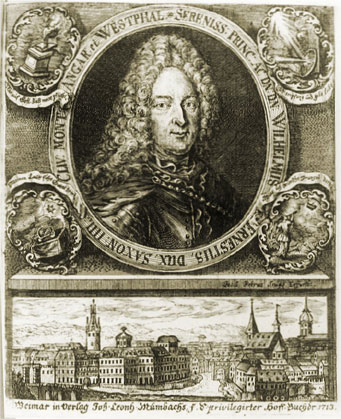
O duque Wilhelm Ernst; abaixo, imagem de Weimar, c. 1713

Em fevereiro de 1713 participou em Weissenfels de uma celebração que incluiu uma performance da sua primeira cantata secular, Was mir behagt BWV 208, também chamada Cantata da Caça. No final do ano abriu-se-lhe a oportunidade de suceder Friedrich Wilhelm Zachow como organista da Liebfrauenkirche, em Halle, e supervisionar a construção de um gigantesco novo instrumento, mas o duque aumentou seu salário e ele desistiu da ideia. Em 2 de março de 1714 assumiu o cargo adicional de Konzertmeister (Mestre de Concertos), devendo compor e apresentar uma nova cantata por mês, a um salário de 268 florins. Isso lhe permitiu trabalhar com os instrumentistas, o coro e os solistas vocais do duque, todos profissionais de gabarito, aptos a executar obras difíceis, e lançar os fundamentos de sua habilidade como regente.
Organista aplaudido, apoiado pelo patrão e bem pago, sua vida estava em uma fase auspiciosa, animada pela chegada dos primeiros filhos: Catharina Dorothea (1708–1774), Wilhelm Friedemann (1710–84) e Carl Philipp Emanuel (1714–88). Os dois últimos viriam a se tornar compositores importantes, especialmente Carl Philipp. Também dava aulas para os sobrinhos do duque e desenvolveu uma estreita amizade com outro excelente músico ativo na cidade, seu parente distante Johann Gottfried Walther, organista, compositor e lexicógrafo musical. Outras relações amistosas que entabulou foram com o vice-diretor do Gymnasium de Weimar, Johann Matthias Gesner, e com o celebrado compositor Telemann, que residia em Frankfurt. Da mesma forma, alguns alunos talentosos estimulavam sua vocação como professor, estando entre eles um dos sobrinhos do duque, Johann Ernst, mais Johann Tobias Krebs, Johann Martin Schubart e Johann Caspar Vogler, além de seus próprios filhos.
Infelizmente, o desenvolvimento de Bach não pode ser rastreado em pormenor durante os anos 1708-14, período em que seu estilo sofreu uma mudança profunda. Existem poucas obras datáveis com segurança. Da série de cantatas escrita em 1714-16, no entanto, transparece que ele sofreu decisiva influência da ópera italiana e das inovações introduzidas na música concertante por compositores italianos como Vivaldi, abrindo sua obra a estruturas muito maiores e afetando sua escrita vocal. Entre as obras compostas em Weimar está a maioria das peças do Orgelbüchlein (Pequeno Livro de Órgão), quase todos os chamados 18 "Grandes" prelúdios corais, os trios mais antigos para órgão e a maioria dos prelúdios e fugas para órgão.

### Köthen

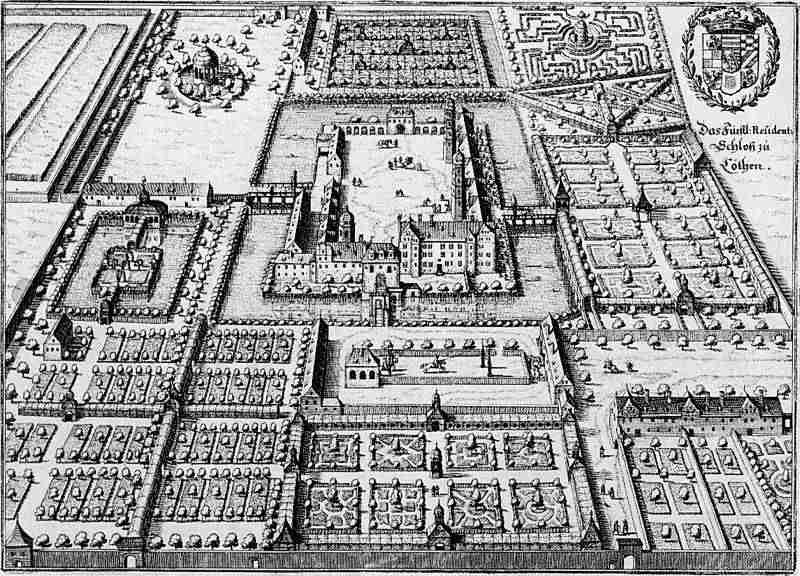
Projeção aérea do palácio de Köthen, gravura de 1650

Em 1 de dezembro de 1716, Johann Samuel Drese, diretor musical de Weimar, morreu, e foi sucedido por seu filho, que era incompetente para o cargo, quando de acordo com o costume o nomeado deveria ser Bach. Presumivelmente ressentido, Bach aceitou então uma nomeação como diretor musical do príncipe Leopoldo de Anhalt-Köthen, que foi confirmada em agosto de 1717, com um salário substancialmente mais elevado do que em Weimar. O duque Wilhelm, no entanto, se recusou a aceitar sua renúncia, em parte, talvez, por causa da amizade de Bach com seus dois sobrinhos, com quem o duque estava no pior dos termos. Depois de várias solicitações de dispensa, que irritaram seu patrão, Bach acabou preso. Como Wilhelm aparentemente não estava interessado em um atrito aberto com a corte de Köthen, acabou cedendo e libertou o músico menos de um mês depois, mas com uma notificação de "exoneração indecorosa". Poucos dias depois Bach mudou-se para Köthen.
Ali, ao contrário de seu emprego anterior, esteve ocupado principalmente com a música de câmara e orquestral, uma vez que o príncipe era calvinista e, como consequência, não havia música instrumental nas igrejas da cidade, e as cantatas que escreveu durante este período foram executadas na corte. Köthen também não possuía nenhum órgão. Mesmo que algumas das obras tenham sido compostas anteriormente e agora revistas, foi em Köthen que as sonatas para violino e cravo e para viola da gamba e cravo, e as para violino e violoncelo solos consolidaram suas feições mais ou menos definitivas. Os famosos Concertos de Brandenburgo também pertencem a este período, e o compositor ainda encontrou tempo para compilar obras pedagógicas para teclado: o Clavierbüchlein (Pequeno Livro de Teclado) de Wilhelm Friedrich, algumas das Suites Francesas, as Invenções (1720), e o primeiro livro (1722) de O Cravo Bem Temperado, contendo 24 prelúdios e fugas em todas as tonalidades. Esta notável coleção sistematicamente explora as potencialidades da recém-criada afinação temperada.
Maria Barbara morreu inesperadamente e foi enterrada em 7 de julho de 1720, enquanto Bach estava fora, acompanhando o príncipe em uma temporada medicinal na estação de termas de Carlsbad. Em novembro, talvez ainda perturbado pelo súbito desaparecimento da esposa, Bach visitou Hamburgo e solicitou uma posição na Jacobikirche (Igreja de S. Tiago). Nada resultou, mas ele tocou na Katharinenkirke na presença de Reincken. Depois de ouvir Bach improvisar variações sobre uma melodia coral, o velho organista disse: "Eu pensei que esta arte estava morta, mas vejo que ainda vive em vós".
Exceto pela morte da primeira esposa, os seus primeiros anos em Köthen foram muito felizes. Bach mantinha um ótimo relacionamento com o príncipe, que era genuinamente musical, e em 1720 disse que esperava terminar seus dias ali. Em 3 de dezembro de 1721 Bach casou novamente, com Anna Magdalena Wilcken, uma cantora profissional com metade de sua idade e também empregada na corte, filha de um trompetista de Weissenfels, e com quem teria treze filhos. Seu paraíso chegou ao fim quando o príncipe também casou, poucos dias depois, em 11 de dezembro de 1721. A princesa, segundo o próprio Bach, não tinha qualquer interesse em música e atraiu a maior parte da atenção do marido, fazendo com que Bach começasse a se sentir esquecido. Ele também tinha que pensar na educação de seus filhos mais velhos, e logo que o Kantorado de Leipzig, uma cidade universitária, se tornou vacante com a morte de Johann Kuhnau em 5 de junho de 1722, Bach fez um pleito para ser admitido, mas acabou sendo rejeitado e o cargo oferecido a Telemann, que declinou, e então a Graupner. Como este não estava certo de que poderia aceitar, Bach de qualquer forma realizou sua audição de teste apresentando a cantata n º 22, Jesu nahm zu sich die Zwölfe em 7 de fevereiro de 1723. Graupner por fim desistiu do emprego, e Bach foi então aceito. Embora a princesa em Köthen tenha falecido em 4 de abril, Bach já estava tão comprometido com Leipzig que pediu demissão, obtendo-a em 13 de abril. Um mês depois foi empossado em Leipzig.

### Leipzig

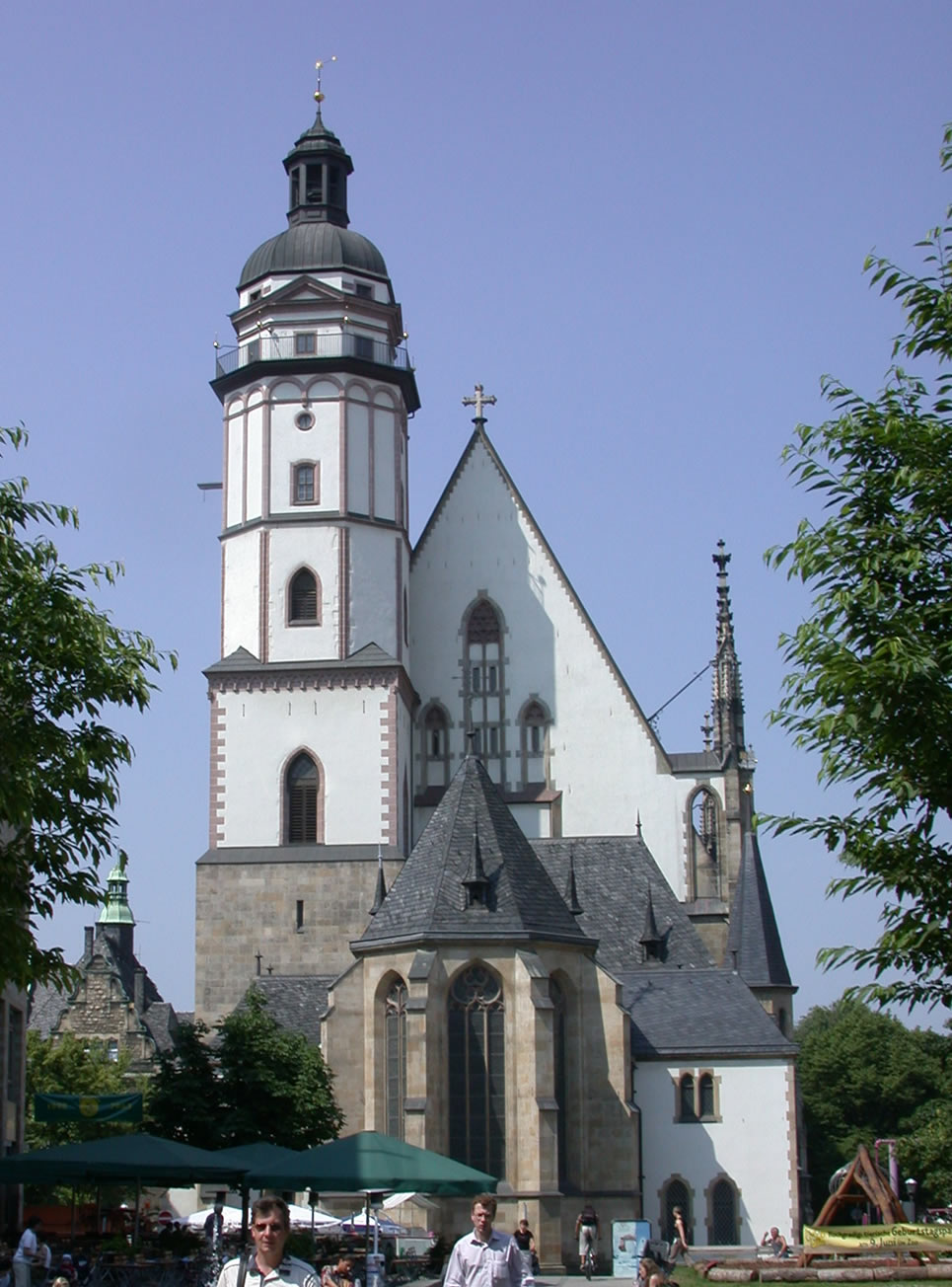
A igreja de S. Tomás em Leipzig

A partir de 31 de maio de 1723 e até à sua morte, Bach foi o Kantor da igreja luterana de São Tomás em Leipzig, conjuntamente à função de diretor musical da cidade. A justificativa para a mudança para Leipzig gerou muita especulação, pois pareceu a alguns estudiosos ter sido um passo na direção errada. Não só Anna Magdalena teve de renunciar à sua carreira de cantora, perdendo o seu bom salário, como o salário de Bach caiu a um quarto do que ganhava em Köthen, embora ele não tivesse de pagar sua hospedagem e alimentação. Bach, contudo, poderia ganhar rendimentos extra escrevendo e tocando música para ocasiões especiais como casamentos e funerais. A sua posição social também caiu, pois o status de um Kantor era considerado inferior ao de um compositor da corte, que ele ocupara há pouco. Mas neste caso específico, o cargo de Kantor de São Tomás, uma instituição veneranda e um baluarte do Protestantismo, em Leipzig, então a mais famosa cidade universitária alemã, era altamente cobiçado.
Leipzig não estava disposta de início a considerar Bach como uma opção adequada, pois suas funções não envolviam a execução ao órgão, o motivo da fama de Bach na época, além de ele não ter uma educação universitária, e buscou outros músicos para a vaga. Finalmente, sem sucesso, teve de resignar-se e deu-lhe o cargo. Sua primeira apresentação oficial foi em 30 de maio de 1723, com a cantata Die Elenden sollen essen BWV 75. Desde este dia se desenhou o ambiente que Bach teria de enfrentar na cidade, estando no centro de uma disputa entre as autoridades civis e eclesiásticas por ter sido saudado pelo pastor de São Tomás com um discurso de boas-vindas, o que era considerado prerrogativa da municipalidade.

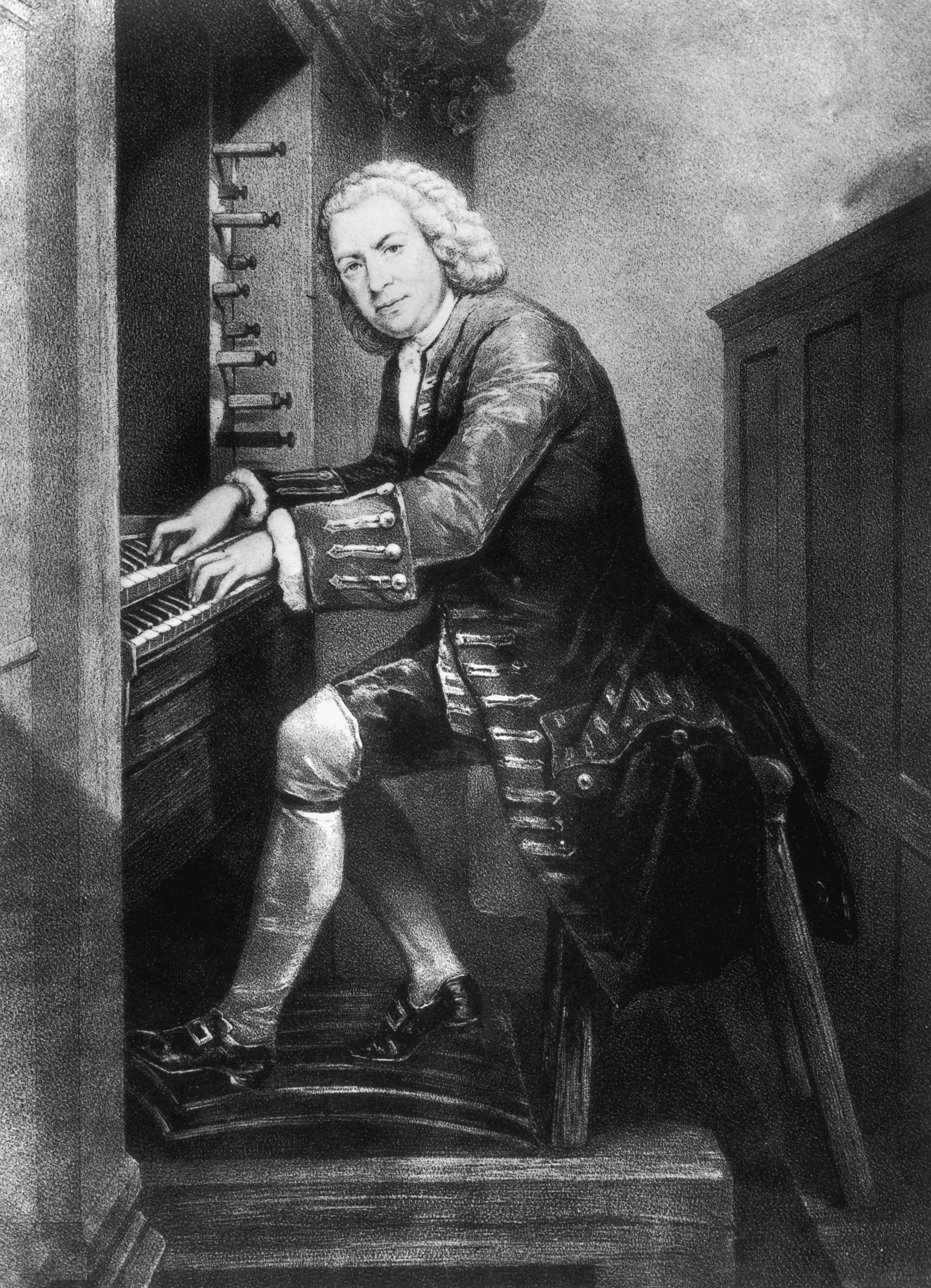
Gravura de 1725 mostrando Bach ao órgão

Novos trabalhos produzidos durante este ano incluem muitas cantatas e a primeira versão do Magnificat. A primeira metade de 1724 viu a produção da Paixão segundo São João, posteriormente revista. O número total de cantatas produzido durante este ano eclesiástico foi de cerca de 62, das quais cerca de 39 foram obras inteiramente novas. Durante seus primeiros anos em Leipzig Bach se concentrou na música sacra e produziu um grande número de cantatas de igreja, na época uma parte integral do culto luterano, às vezes, como a pesquisa revelou, à razão de uma nova obra por semana. Após 1726, porém, ele voltou sua atenção para outros projetos, mas ainda escreveu a Paixão segundo São Mateus (1729), uma obra que inaugurou um interesse por obras vocais em uma escala maior do que a cantata, a Paixão segundo São Marcos (1731, perdida), o Oratório de Natal (1734), e o Oratório da Ascensão.
A responsabilidade de Bach em Leipzig foi principalmente a educação em canto dos alunos da Thomasschule (Escola de S. Tomás), e alguns dos mais capazes recebiam educação também em instrumentos. Mas porque esses meninos deviam cantar nas várias igrejas de Leipzig, Bach também se tornou responsável pela música de quatro igrejas: São Nicolau, São Tomás, São Mateus e São Pedro, e devia reger pessoalmente em São Tomás e São Nicolau. Cada uma delas exigia música de um tipo diferente. Na prática isso implicava trabalho pesado todos os dias da semana. Estas récitas, em um cronograma de atividades tão extenso, eram geralmente mal ensaiadas e mal apresentadas, para o seu desespero. Os músicos com quem podia contar em Leipzig também foram uma decepção. A grande maioria tinha escasso preparo e pouco talento, e assim que os meninos se tornavam mais aptos seus cursos encerravam e deixavam o coro, sendo preciso treinar novamente os recém-chegados. Sua estadia na cidade, se bem que tenha testemunhado o amadurecimento do compositor e o aparecimento de uma enxurrada de obras notáveis, foi eivada de privações e lutas contra a carência de recursos humanos e materiais para a boa prática da música, contra a estrutura disfuncional da escola, contra colegas professores e os administradores incompreensivos, que o cobriam de constantes reclamações, insultos e calúnias. Com seu temperamento explosivo, Bach devolvia as agressões, tornando tempestuoso o ambiente de trabalho.

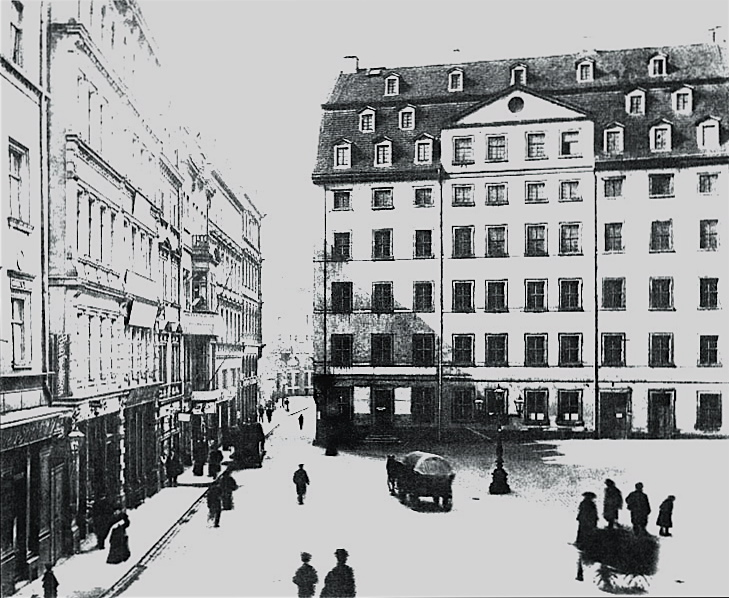
Edifício da Thomasschule em Leipzig, onde morou Bach

Ao contrário das facilidades administrativas que encontrara em Köthen, onde devia responder apenas ao príncipe, em Leipzig Bach tinha duas dúzias de superiores, incluindo o reitor (a autoridade docente), o conselho municipal (a autoridade civil) e o consistório (a autoridade eclesiástica), que raro estavam em harmonia, o que se complicava com a pouca inclinação de Bach aos modos diplomáticos. Outra fonte de atribulações era o fato de Bach ter de morar no edifício superlotado da escola, junto com alunos e outros professores. Seu apartamento, ainda que tivesse uma entrada independente, ficava ao lado das salas de aula, o que lhe roubava privacidade, além de o barulho dos alunos se estender pela noite adentro. Também por força de seu contrato devia desempenhar funções extramusicais, tais como dar aulas de latim ou pagar um professor para substitui-lo, e de quatro em quatro semanas, durante uma semana inteira, atuava como inspetor disciplinar das 4h ou 5h da manhã até às 8h da noite, numa escola desorganizada cheia de alunos irresponsáveis e turbulentos.
Tudo isso foi em parte atenuado quando em 1730 assumiu o novo reitor, Johann Matthias Gesner, que admirava Bach e lhe propiciou melhores condições para a prática musical. Mas Gesner permaneceu na posição apenas até 1734, sendo sucedido por Johann August Ernesti, um jovem com ideias avançadas em educação, mas inimigo declarado da música. Em julho 1736 os atritos reiniciaram na forma de uma disputa sobre o direito de Bach de nomear monitores entre os alunos mais velhos, chegando às dimensões de um escândalo público. Felizmente para Bach, ele foi indicado em novembro de 1736 compositor da corte de Friedrich August II, Eleitor da Saxônia convertido ao Catolicismo e recentemente elevado à posição de Rei da Polônia, circunstância que originou o nascimento de uma de suas mais importantes obras, a monumental Missa em si menor. Como o prestígio do novo cargo, foi capaz de induzir amigos na corte para que procedessem a um inquérito oficial, e sua disputa com Ernesti foi resolvida a seu favor em 1738.
Entrementes, assumiu em 1729 a direção musical do Collegium Musicum fundado por Telemann, uma sociedade musical que oferecia concertos semanais, era uma das entidades mais ativas de Leipzig em seu gênero e um ponto de encontro e debates artísticos para muitos viajantes ilustres. Permaneceu à testa do Collegium até 1737, e depois reassumiu a função em 1739 até 1741. A sociedade lhe ofereceu completa liberdade de ação e condições de explorar o campo da música instrumental e vocal secular. Para as apresentações do Collegium Bach produziu muitas obras-primas, como a Cantata do Café, a cantata festiva Schleicht, spielende Wellen, und murmelt gelinde, as suítes orquestrais, os concertos para violino, além de ressuscitar várias peças compostas para Köthen e executar inúmeras obras de outros mestres.
Nesta época sua família, integrada por vários filhos músicos, já podia sozinha montar concertos domésticos, e Bach orgulhava-se disso. Contudo, seu filho Johann Gottfried Bernhard desencaminhou-se, dando sérios motivos de preocupação para o pai, e morreu precocemente em 1739. Outro problema foi uma crítica ao seu estilo publicada por Johann Adolf Scheibe em 1737, que parece ter sido sentida pelo compositor como um sério golpe. Isso desencadeou uma polêmica pública que se estendeu por dois anos. Mais uma vez Bach recebeu ajuda nestes tempos difíceis, passando a hospedar a partir de 1737 seu parente Johann Elias Bach, que ensinou a seus filhos menores música e religião e foi-lhe um devotado secretário particular.

#### Anos finais
Depois de uma década de trabalho duro e intermináveis disputas, Bach parecia cansado e progressivamente se retirou da vida pública, negligenciando algumas de suas obrigações. Em 1740 a escola se viu na contingência de ter de contratar um outro professor de teoria musical. Bach passou a se dedicar então mais à música instrumental, revisando obras antigas ou produzindo novas, com destaque para a compilação de corais para órgão Clavier-Übung III (Exercícios de Teclado) e o segundo volume de O Cravo Bem Temperado, bem como à preparação de peças para publicação. Enquanto seu estilo se firmava nas fórmulas consagradas do Barroco, a nova geração já transitava para a órbita do Rococó e desgostava da produção do Kantor de São Tomás, que lhe aparecia como antiquada e excessivamente complexa.

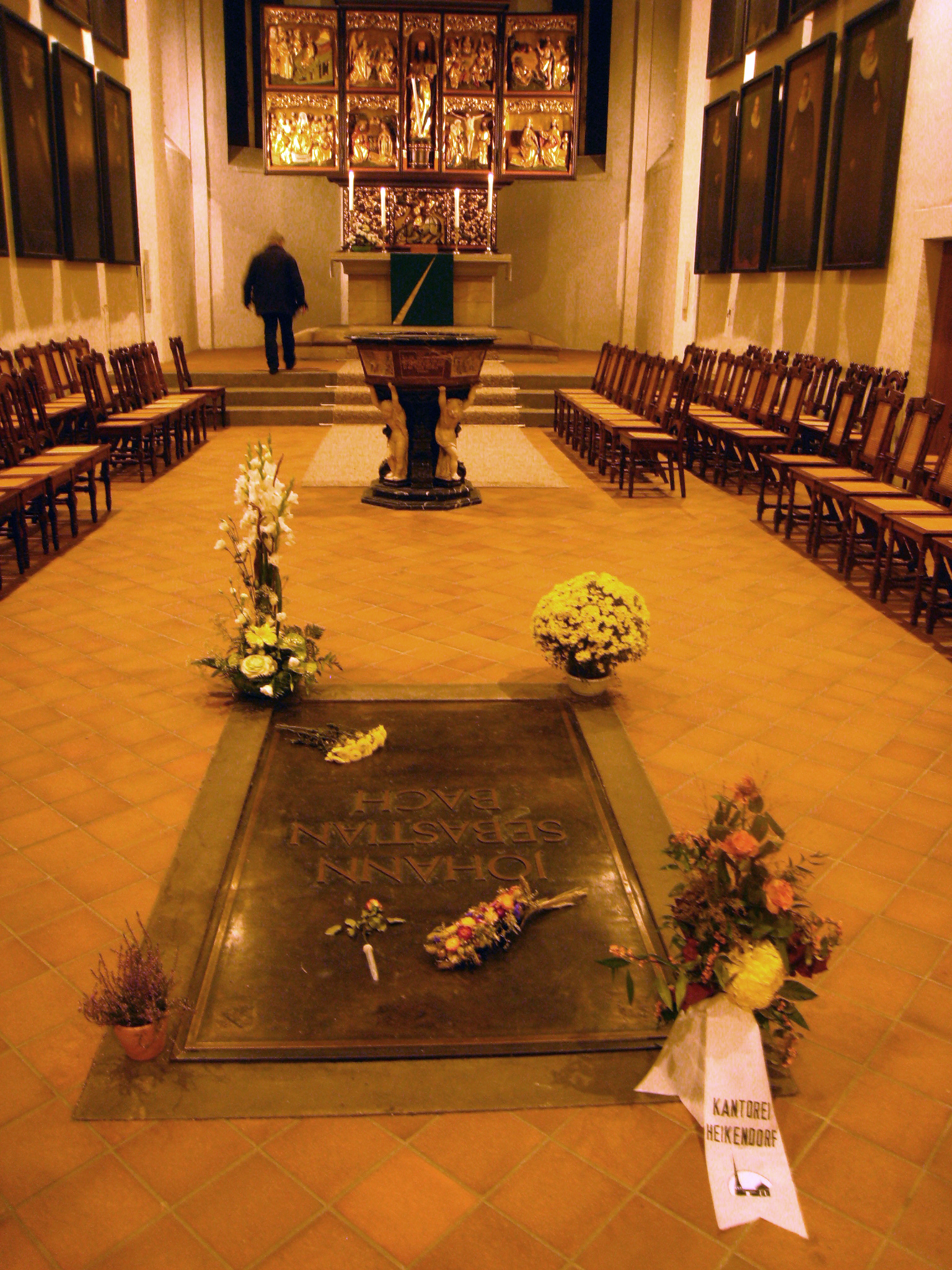
Tumba de Bach na Igreja de S. Tomás em Leipzig

Em maio de 1747 Bach visitou seu filho Emanuel, empregado na corte de Potsdam, e tocou diante de Frederico II da Prússia, que era compositor de algum mérito e imediatamente ficou impressionado com as habilidades de Bach, levando-o a testar todos os pianofortes do palácio. Em julho improvisou sobre um tema proposto pelo rei, obra que tomou forma definitiva como a Oferenda Musical. Na mesma altura viu nascer seu primeiro neto, Johann August, e se filiou à distinguida Correspondirende Societät der Musicalischen Wissenschaften (Sociedade de Ciências Musicais), fundada por seu antigo aluno Lorenz Christoph Mizler, apresentando como peça de prova as variações canônicas sobre o coral Vom Himmel hoch da komm' ich her. Ainda era assiduamente requisitado para dar pareceres sobre órgãos em outras cidades e passava muito tempo na corte de Dresden, onde era apreciado.
Por outro lado, a casa de Bach ficava cada vez mais vazia. Sofreu o infortúnio de levar vários de seus filhos para o túmulo ainda pequenos, e os sobreviventes cresciam e deixavam o lar. Sua visão diminuía sensivelmente; em 1749 ele já quase não enxergava, e logo ficou cego. Tentou operar-se sem sucesso por duas vezes com o médico charlatão itinerante John Taylor, que ainda teve Händel entre seus fracassos. Da última doença de Bach pouco se sabe, exceto que durou vários meses e o impediu de terminar A Arte da Fuga. Seus empregadores não esperaram sua morte para procurarem um sucessor. Faleceu em 28 de julho de 1750, em Leipzig e foi enterrado dois ou três dias depois no cemitério da Igreja de S. João. Seu filho Carl Philipp e seu antigo aluno Johann Friedrich Agricola escreveram em conjunto um obituário, importante como fonte de informações em primeira mão, ainda que incompleto e algo inexato. Anna Magdalena ficou em má situação. Por algum motivo, seus enteados não fizeram nada para ajudá-la, ao contrário, avançaram sobre sua herança, e seus próprios filhos eram muito jovens para tomarem qualquer atitude. Quando ela faleceu, dez anos depois, recebeu um funeral de indigente.
Bach gerou com sua primeira esposa sete filhos, mas somente quatro sobreviveram, e, destes, dois fizeram carreira musical destacada: Wilhelm Friedemann (1710–1784) e Carl Philipp Emanuel (1714–1788). De segunda esposa nasceram mais treze crianças, sendo que Gottfried Heinrich (1724–1763), Johann Christoph Friedrich (1732–1795) e Johann Christian (1735–1782) foram também músicos de talento. Três filhas chegaram até a idade adulta: Elisabeth Juliane Friederica (1726–1781) que se casou com o aluno de Bach Johann Christoph Altnikol, Johanna Carolina (1737–1781) e Regina Susanna (1742–1809).

## Personalidade e iconografia

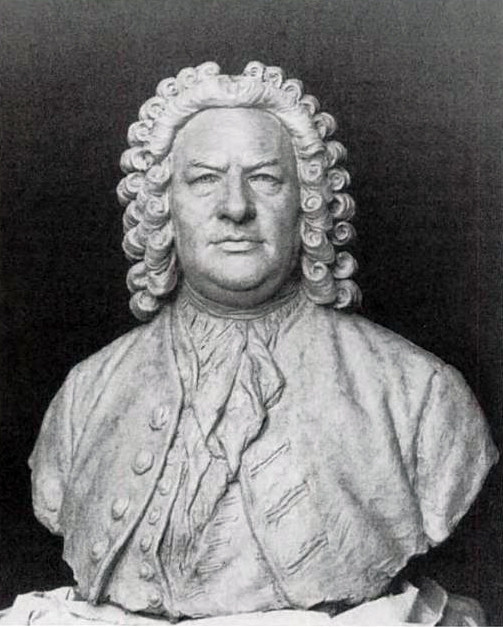
Busto de Bach criado por Carl Seffner em 1895

O estudo da personalidade e do cotidiano de Bach é frustrante, pois há escassa documentação. Conhecem-se apenas poucas cartas autógrafas, e nenhuma delas pode ser considerada verdadeiramente autobiográfica. Isso não impediu que se publicasse um extenso e fantasioso folclore a seu respeito nas biografias que começaram a aparecer a partir do século XIX. Ao que parece ele nunca abandonou inteiramente traços psicológicos definidos em sua infância numa pequena e provinciana aldeia alemã, mas também não parece ter cultivado conscientemente uma personalidade original, embora ela fosse sem dúvida forte, como se percebe nos relatos de seus atritos explosivos com as autoridades de Leipzig. Também é nítida sua sincera inclinação à religiosidade e sua tendência a opiniões inabaláveis, mas provavelmente era uma pessoa sociável e em geral bem-humorada. O que mais se destaca em sua personalidade, contudo, é a completa dedicação à música. No obituário escrito por seu filho isso fica devidamente assinalado, louvando o seu zelo invariável, bem como sua tendência a seguir um caminho independente.
Durante muito tempo a localização exata de sua tumba permaneceu desconhecida, mas sobrevivia uma tradição oral localizando-a próxima da porta sul da Igreja de S. João. Em torno de 1880 pesquisas nos arquivos da igreja revelaram um documento que dizia o músico ter sido enterrado em um caixão de carvalho, o que limitou as buscas a apenas seis tumbas. Enfim, um corpo foi exumado em 1894, e a investigação anatômica conduzida pelo professor Wilhelm His confirmou a identidade de Bach. Após a exumação, seus restos mortais foram reenterrados na Igreja de S. João, então reconstruída e ampliada. Quando a igreja foi destruída na II Guerra Mundial, foram transferidos para uma tumba na Igreja de S. Tomás, onde ainda estão. Entretanto, entre os pesquisadores recentes não há uma certeza absoluta de que a identificação dos restos mortais exumados tenha sido correta.

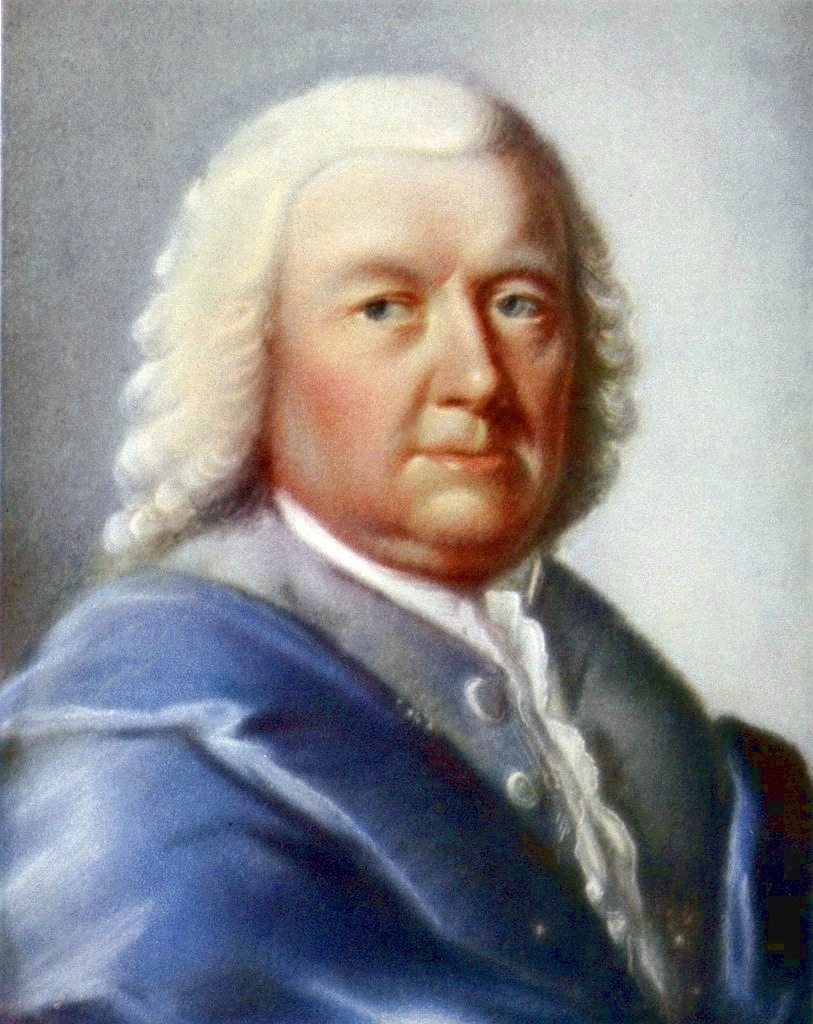
Suposto retrato de Bach, pastel atribuído a Gottlieb Friedrich ou Johann Philipp Bach

A partir da pesquisa de His, Carl Seffner criou em 1895 um busto, que mostra grande semelhança com o único retrato indubitavelmente autêntico que chegou aos nossos dias, aquele pintado por Elias Gottlob Haussmann, que existe em duas versões, uma que data de 1746 (Museum für Geschichte der Stadt Leipzig; propriedade da Thomasschule) e outro de 1748 (William H. Scheide Library, Princeton). O primeiro, assinado E.G. Haussmann pinxit 1746, foi apresentado à Thomasschule em 1809 pelo então Kantor, August Eberhard Müller. Não se sabe onde Müller conseguiu a pintura, mas é muito provável que ela tivesse permanecido na posse de um dos descendentes diretos de Bach. Supõe-se amiúde que este retrato seja aquele que os membros da sociedade de Mizler eram obrigados a doar para a sociedade em sua admissão, mas isso é apenas suposição. Com o passar do tempo a pintura foi severamente danificada e repintada várias vezes. Restaurada em 1912-1913, voltou mais ou menos à sua condição original, mas permanece inferior à excelente réplica de 1748, que ilustra a abertura deste artigo. Esta, por sua vez, tem uma origem segura, pois pertencera a seu filho Carl Philipp e dele passou para a família Jenke, antes de ser exibido em público por Hans Raupach em 1950. O retrato Haussmann foi repetidamente copiado em várias técnicas ao longo dos anos.
A autenticidade de um retrato anônimo a pastel, provavelmente pintado depois de 1750, de autoria atribuída a Gottlieb Friedrich ou Johann Philipp Bach, e conservado pelo ramo Meiningen da família, não é totalmente garantida, assim como a de um retrato de um grupo de músicos, executado em c. 1733 por Johann Balthasar Denner (Internationale Bachakademie, Stuttgart), que mostra o que se supõe sejam Johann Sebastian e três de seus filhos. Uma cópia em melhores condições deste quadro de grupo está em uma coleção particular no Reino Unido.

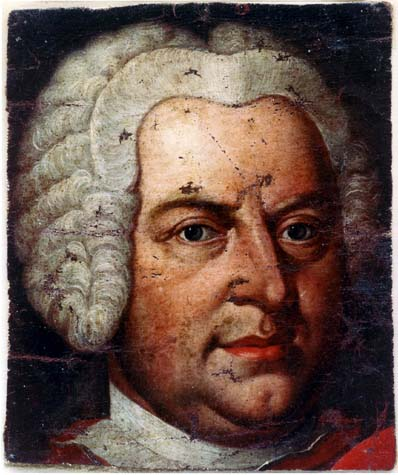
Retrato recentemente descoberto por Towe e proposto como autêntico

Sobre todos os outros retratos que sobrevivem pairam dúvidas ainda mais sérias, incluindo um óleo de Johann Jacob Ihle (Bachhaus, Eisenach) datando de 1720 e pretendendo mostrar Bach como mestre de capela em Köthen, identificado como uma "imagem de Bach" apenas em 1897; o de Johann Ernst Rentsch (Städtisches Museum, Erfurt), alegadamente representando Bach aos 30 anos, que veio à luz somente em 1907 e não tem nenhuma documentação credível, e o chamado "retrato na velhice" descoberto por Fritz Volbach em Mogúncia em 1903 (coleção privada em Fort Worth), que é pouco semelhante aos outros retratos. De acordo com Gerberl, retratos provavelmente autênticos mas que não sobreviveram foram os de propriedade da Condessa de Weissenfels e de Johann Nikolaus Forkel. Um outro pastel possuído por Carl Philipp também foi perdido. Outro retrato, que alegadamente pertenceu a seu antigo aluno Johann Christian Kittel, foi redescoberto em 2000 por Teri Noel Towe, que o apresentou ao púbico como autêntico. Em 2008 a antropóloga Caroline Wilkinson reconstruiu digitalmente o rosto do compositor, a pedido da Casa Museu de Bach em Eisenach, usando medidas de seu crânio e outras técnicas legistas.

## Obra

### Visão geral
Bach foi um dos mais prolíficos compositores do ocidente. O número exato de suas obras é desconhecido, mas o catálogo BWV assinala mais de mil composições, entre elas inúmeras peças com vários movimentos e para extenso conjunto de executantes. A vastidão de sua Obra fica ainda mais óbvia quando se sabe que possivelmente metade dela se perdeu ao longo do tempo. Entretanto, é difícil imaginar que qualquer redescoberta que venha a acontecer altere significativamente o imenso prestígio de que desfruta na atualidade. De fato, Bach era infatigável, tanto em seu estudo e cópia da produção europeia antiga e coeva - especialmente de italianos e franceses, construindo uma considerável biblioteca musical privada - como em seu trabalho autoral, em suas atribuições oficiais e em suas várias peregrinações a pé para ouvir músicos importantes. Com modéstia, certa feita declarou que qualquer um que se esforçasse como ele se esforçou atingiria os mesmos resultados.
Os ingredientes do gênio são de análise problemática, mas as fontes do seu estilo são bem conhecidas. A primeira delas é, naturalmente, a tradição de música polifônica alemã do século XVII, que para muitos de seus contemporâneos - adeptos do novo "estilo galante", como também é apelidado o Rococó - era já ultrapassada e por demais complexa e impopular. Entre os autores alemães que lhe foram forte referência se contam Buxtehude, Reincken, Bruhns, Lübeck, Böhm, Pachelbel, Krieger, Kuhnau, Zachow, Froberger e Kerll. Embora o contraponto seja um elemento fundamental em seu estilo, Bach conseguiu, segundo Hindley, uma notável e inigualada síntese entre a polifonia e a homofonia. Outras fontes vitais para Bach foram a produção francesa e a italiana, em particular através das obras de Marais, Raison, Couperin, Grigny, Albinoni, Frescobaldi, Battiferri e Bonporti. Além de um grande dom para a melodia, suas harmonias são ricas, audaciosas e sutis, e ele tinha um poderoso senso de arquitetura e forma, possibilitando-lhe construir estruturas de largo fôlego, com impressionante capacidade de controlar a evolução do discurso musical para conduzi-lo a um clímax impactante e expressivo, muitas vezes conseguido por uma sucessão cumulativa de pequenos elementos repetidos e variados. Seu interesse em novos resultados sonoros ficou patenteado em inúmeras ocasiões, quando transcreveu e arranjou obras suas ou de outros compositores de um meio para outro muito diferente.

Monograma pessoal de Bach, entrelaçando as iniciais de seu nome

O teclado foi a base do aprendizado de Bach, e também o meio preferencial pelo qual instruiu seus alunos. Tornou-se um requisitado professor ainda em Weimar, e em Leipzig suas atividades docentes se aprofundaram. H. N. Gerber, que estudara com ele, disse que seu método de ensino introduzia gradualmente uma enorme variedade de técnicas de composição geral, ao mesmo tempo em que educava o gosto e aperfeiçoava as capacidades de interpretação do aluno. Costumava, segundo este relato, iniciar o ensino com suas Invenções e Suítes Francesas e Inglesas, e concluía o curso com os prelúdios e fugas do Cravo Bem Temperado. Estas coleções constituem o núcleo estilístico da música bachiana.
Tem sido muito citado o gosto de Bach pelo uso de simbologias numéricas de conotações esotéricas e religiosas em intervalos, proporções e na construção de melodias e estruturas, e embora isso tenha sido provado em alguns casos, a matéria é extremamente polêmica, dá margem a uma variedade infinita de conclusões, quase todas hipotéticas e muitas vezes contradizendo-se mutuamente, e de acordo com Geck demorar-se neste tópico, tentando-se decifrar as minúcias de cada frase musical ou de cada intervalo em termos de combinações matemáticas não acrescenta muito à compreensão de suas intenções musicais. Numa abordagem mais ampla do assunto, porém, a pesquisa é válida, pois a concepção da música como uma ciência matemática ainda fazia parte do espírito do século XVIII e seguia uma tradição que remontava a Pitágoras. Na história da polifonia ocidental as formas rigorosas do contraponto sempre foram vistas como uma expressão no mundo da ordem divina da Criação. Em seu tempo essa ideia começava a se fragmentar rapidamente em prol de uma concepção mais subjetiva e humana. A estruturação do discurso musical já dava grande importância à harmonização vertical dos sons sobre uma base fornecida pelo baixo contínuo, enfatizando a melodia da voz superior e abandonando a estruturação horizontal típica da antiga polifonia, onde todas as vozes tinham igual relevo. Neste sentido, Bach é uma figura de transição entre duas eras, sintetizando ambas as tendências, mas sua insistência nas formas polifônicas densas e complexas foi parte do motivo pelo qual sua música madura encontrou uma receptividade relativamente fraca e foi vista por alguns de seus contemporâneos como antiquada.
Mas é fato que Bach era um luterano devoto e nenhuma análise de sua Obra será completa sem levarmos em conta a sua profunda religiosidade. Em muitas partituras encontram-se as inscrições Jesu juva (Ajuda, Jesus!) ou Soli Deo gloria (Para a glória de Deus somente); sua biblioteca privada continha mais de oitenta obras teológicas, que não apenas lia mas comentava em anotações marginais, e a despeito dos muitos elementos operísticos de suas cantatas, de origem profana, elas se erguem como monumentos à fé. Ainda mais marcantes nesse sentido são a Paixão segundo São Mateus e a Missa em si menor. Lembre-se também que grande parte de sua produção para órgão nasceu com a função de ser executada durante o culto religioso. Por isso, mesmo sendo a fase mais difícil de sua vida, o período que passou em Leipzig, quando suas obras religiosas avultam e ele atinge a maturidade artística, pode ser visto como o seu momento de apogeu.

### Música instrumental solo

#### Cravo e similares

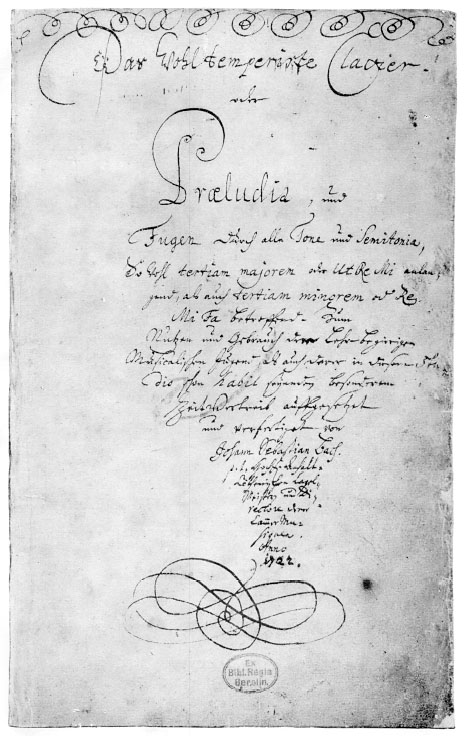
Capa do Cravo Bem Temperado vol. I

Um dos elementos essenciais da arte de Bach como compositor para teclado é a atenção que ele deu, desde o início, às qualidades idiomáticas dos vários instrumentos com que trabalhou, respeitando as diferenças entre os vários membros da família do cravo: o cravo propriamente dito, o clavicórdio, o Lautenwerk (cravo-alaúde) e o pianoforte, às vezes deixando instruções específicas para o uso de cada um, e manteve um interesse ativo nas experiências de Gottfried Silbermann no desenvolvimento do pianoforte durante a década de 1730-1740. Entretanto, o significado da palavra Klavier (teclado), engloba todos os tipos de instrumento de tecla, os cravos, o pianoforte e também o órgão, o que permite muitas vezes interpretar uma mesma peça em instrumentos diferentes sem prejuízo. Existe uma associação óbvia entre a notoriedade de Bach como um virtuose e professor de teclado e o fato de que sua música para teclado está entre a mais acessível de toda a sua produção, sendo também a mais amplamente divulgada.
Suas primeiras composições para cravo compartilham de algumas características estilísticas com sua produção organística inicial e, como aquelas, sua datação é difícil. Entre 1700 e 1713 sem dúvida compôs muitas tocatas, prelúdios e fugas, além de peças em outros formatos como a variação e o capricho, onde se conjugam influências germânicas, francesas e italianas, exemplificadas por obras como o capricho BWV 992 e as tocatas BWV 910-916, obras alentadas em vários movimentos e de contraponto livre, que estão entre as mais perfeitas obras num gênero antigo cujas raízes se perdem na história. Depois de 1712 a influência italiana se torna mais forte. Nos últimos anos em Weimar e os primeiros em Köthen produziu obras como as Suítes Inglesas e a conhecida Fantasia Cromática e Fuga BWV903, e também o Clavier-Büchlein de Wilhelm Friedemann, que é uma coleção essencialmente didática e lançou os fundamentos para o ciclo do Cravo Bem Temperado e das Invenções e Sinfonias a duas e três vozes.
As Invenções e Sinfonias também possuem um propósito didático, objetivando adestrar o estudante na interpretação correta de música a duas e três vozes. Mas de todas as coleções de longe a mais importante e influente são os dois volumes de O Cravo Bem Temperado. Cada volume apresenta uma série de 24 prelúdios e fugas em todas as tonalidades maiores e menores, superando em termos de lógica, forma e qualidade musical todas as tentativas de seus antecessores e abrindo novas perspectivas para o futuro. Segundo Goodall,
"A publicação (do primeiro volume) de O Cravo bem Temperado de Bach, em 1722, é um dos marcos da história da música europeia. Mesmo durante a vida de Bach, sua influência foi rápida e dramática; mais tarde, tanto Mozart como Beethoven pagaram tributo ao brilhantismo e à importância da coleção".
O título da coleção faz referência às pesquisas que então se faziam sobre a afinação dos instrumentos de afinação fixa como os teclados, a fim de possibilitar que se tocasse música em todas as tonalidades. A afinação anteriormente usada era desigual, ou seja, cada tonalidade produzia um efeito distinto porque os intervalos entre os semitons não eram iguais. Naquele tempo um dó sustenido, por exemplo, não equivalia a um ré bemol. Instrumentos de cordas e sopro podiam produzir qualquer afinação desejada, mas os de tecla não, resultando que certas tonalidades não resultavam bem, e tampouco as modulações entre as várias tonalidades. "Bem temperado", nesse contexto, significava uma ligeira diminuição ou ampliação artificial dos intervalos naturais. Qual teria sido a exata afinação usada por Bach, contudo, ainda é motivo de muita discussão. A coleção é mais notável por sua variedade do que por sua unidade. Isso fica mais evidente nos prelúdios, cuja forma é livre. Alguns usam uma estrutura de tocata ou improviso, outros, a de arioso ou fantasia. As fugas também são variadas, podendo inclusive usar ritmos de dança, embora sigam regras compositivas mais rigorosas. A maioria é em duas ou três vozes, mas suas texturas podem chegar a cinco vozes.
Outras obras de grande importância para o cravo, cada uma representando a culminância em seu gênero durante o período Barroco, são suas seis trio-sonatas para cravo com pedal BWV 525-530, que podem ser executadas também em um órgão; as partitas BWV 825-30, suítes de danças; o Concerto no estilo italiano BWV 971, que apesar do nome é uma peça para cravo solo e é como que um resumo de sua arte de transcrição de concertos instrumentais para o teclado; e as Variações Goldberg BWV 988, uma obra de estrutura cíclica que, em sua concepção monotemática e enfaticamente contrapontística, criou o cenário para as últimas grandes obras de Bach: a Oferenda Musical e A Arte da Fuga.
| Sinfonia nº 1 das Sinfonias e Invenções                |
|                                                        |
| Interpretado por Randolph Hokanson (versão para piano) |

| Prelúdio e Fuga em mi maior do II volume do Cravo Bem Temperado |
|                                                                 |
| Interpretado por Randolph Hokanson (versão para piano)          |

| Primeiro movimento do Concerto no estilo italiano BWV 971 |
|                                                           |
| Interpretado por Martha Goldstein                         |

| Allegro para Lautenwerk BWV 998   |
|                                   |
| Interpretado por Martha Goldstein |

#### Órgão

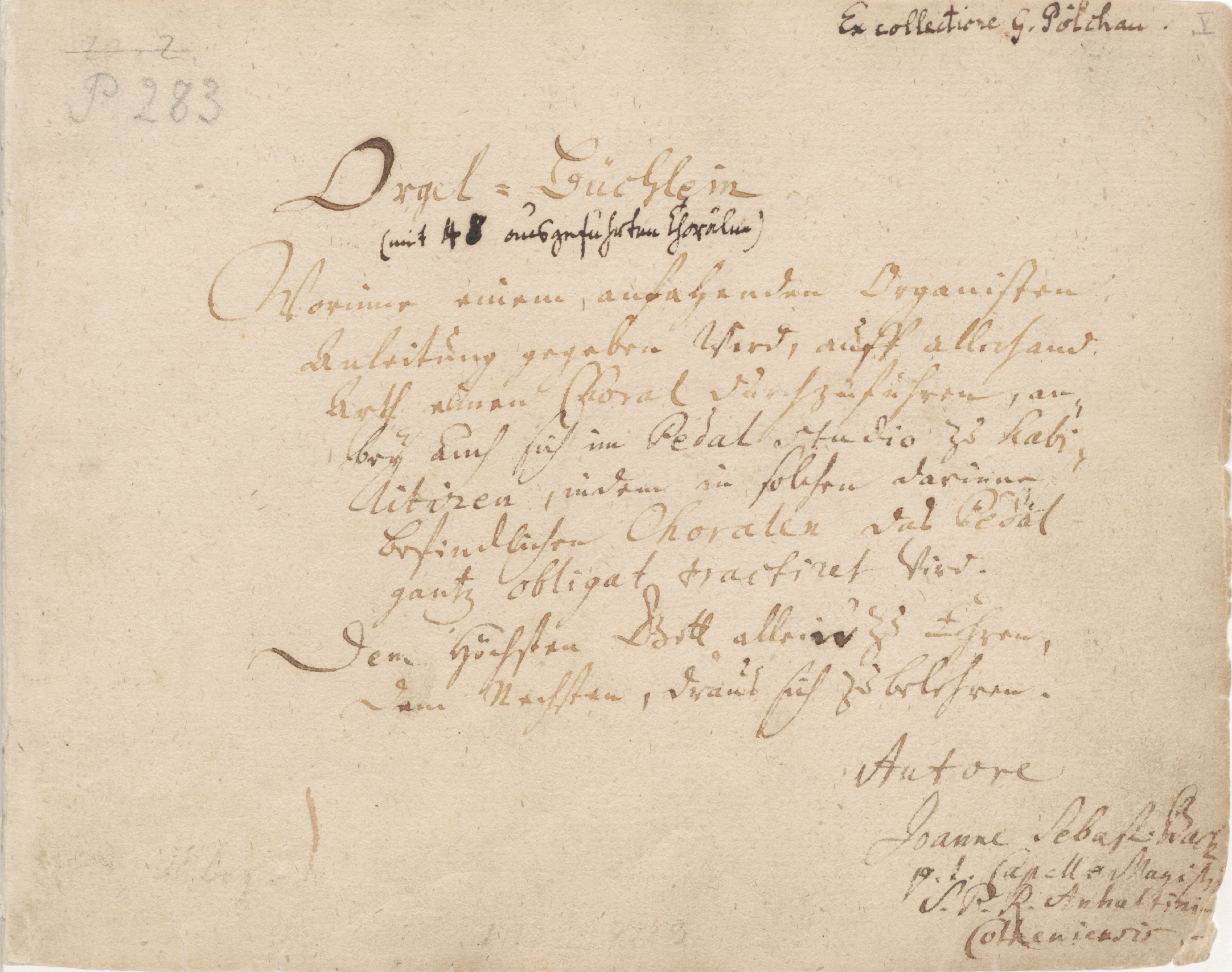
Capa do Orgel-Büchlein

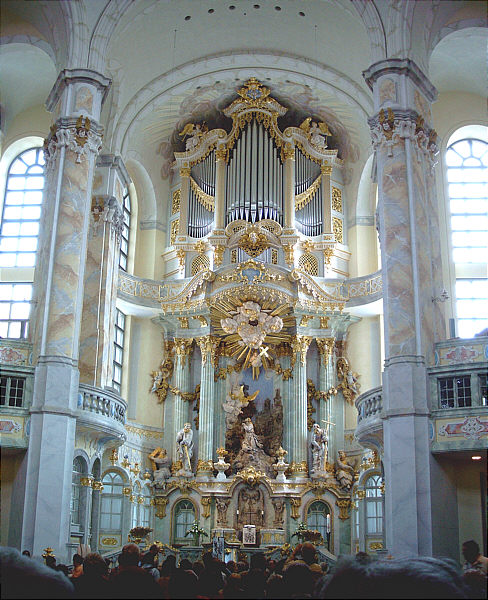
Réplica do grande órgão Silbermann sobre o altar da Frauenkirche, Dresden, onde Bach apresentou pela primeira vez peças de sua coleção Clavier-Übung III

A maior parte da produção organística de Bach data da primeira parte de sua carreira, quando ocupou vários postos como organista. Depois de 1717 essa função não foi mais exercida oficialmente, ainda que seu interesse pelo instrumento jamais desaparecesse. Boa parte parece ter sido música de ocasião, dada a maneira precária e dispersa que chegou a nós, sem datação, sem indicações de registros e muitas vezes em cópias de baixa qualidade, gerando muitos problemas para seu estudo moderno. Somente no final de sua vida se preocupou em revisar, organizar e publicar diversos trabalhos em coleções. Convencionou-se dividir em dois grupos principais essa parte de sua produção: um de peças baseadas em hinos luteranos, e outro de peças de livre inspiração, mas isso não implica a separação entre o seu uso litúrgico e não-litúrgico, havendo sobreposição neste aspecto.
Das composições baseadas em hinos, cerca de noventa foram reunidas em quatro coleções: o Orgel-Büchlein, o Clavier-Übung III, os Corais Schübler e a Coleção de Leipzig. Sessenta outras permanecem em sua maioria avulsas ou em grupos menores. O Orgel-Büchlein (Pequeno Livro de Órgão) foi planejado para ser um grande ciclo didático de 164 arranjos corais seguindo o uso no calendário religioso, e instruindo o estudante como trabalhar sobre as antigas melodias luteranas, mas ele só completou 46. Em sua maioria são peças curtas, mal chegando a vinte compasso. A melodia pode recebe um tratamento bastante ornamental na mão direita enquanto a esquerda e o pedal fornecem um acompanhamento. Outras peças são construídas à maneira de cânone, que conduz a uma conclusão em polifonia livre ou homofonia. A fórmula mais típica da coleção, porém, é uma textura a quatro vozes com a melodia original no soprano, em valores de nota mais longos e sem hiatos entre as frases, enquanto as outras constroem um tecido contrapontístico livre ou com motivos derivados da melodia, com valores menores. Também é comum a "pintura de palavras" (vide Doutrina dos afetos), um recurso retórico padrão do período Barroco, pois embora se trate de música instrumental, os textos originais dos hinos eram conhecidos de todos na época, e o seu significado era ilustrado sonoramente. Exemplifica este tipo a peça mais conhecida da coleção, Durch Adams Fall ist ganz verderbt, com suas passagens de sétimas descendentes e sua tonalidade ambígua, ilustrando a queda de Adão no pecado.
O Clavier-Übung III (III Volume dos Exercícios para Teclado), a primeira coleção a ser impressa (1739), é considerada de todas a mais importante e complexa, e é também conhecida como Missa alemã de órgão, pois consiste de uma série de prelúdios corais sobre melodias da missa e do catecismo luteranos. Inicia com um prelúdio sobre o hino Was mein Gott will das e conclui com um prelúdio e fuga tripla a cinco vozes, a chamada Fuga de Santa Ana. O conjunto também usa uma grande variedade de recursos técnicos para a ilustração expressiva dos textos, mas, segundo Boyd, comparado ao grupo anterior, é muito mais austero e arcaizante, em parte por causa das melodias escolhidas, derivadas de antigos fragmentos de canto gregoriano, e suas 27 peças individuais são bem mais extensas. Justamente por essa origem, muitas vezes a melodia do hino é tratada à maneira de cantus firmus, porém quatro peças são do tipo moteto, três na forma de paráfrase, e outras usam os modelos do cânone, da fuga ou da trio-sonata. Duas peças introduzem uma segunda melodia principal.
| Clavier-Übung III: Prelúdio do Prelúdio e Fuga em mi bemol maior BWV 552 |
|                                                                          |
| Interpretado por Leo Fuhr                                                |

| Clavier-Übung III: Fuga do Prelúdio e Fuga em mi bemol maior BWV 552 |
|                                                                      |
| Interpretado por Leo Fuhr                                            |

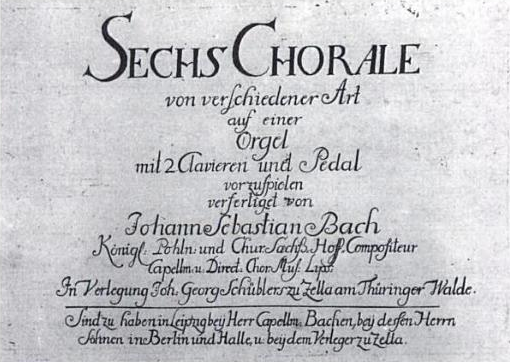
Capa da Coleção Schübler

Os Corais Schübler são uma transcrição para órgão de cinco árias de cantatas, e mais uma peça cuja origem é incerta. A versão publicada deixou o baixo contínuo incompleto. Todas as peças fazem uso do recurso do cantus firmus, e sua organização, segundo Williams, sugere um propósito ilustrativo de um conceito de vida cristã, já que os títulos apresentados narram sequencialmente a preparação para o Advento, uma profissão de fé, uma declaração de esperança, a expressão de júbilo da alma por seu Salvador, uma expressão de confiança diante da morte e uma súplica pela salvação contra as ameaças do Inferno. Estudiosos têm encontrado na partitura indícios de simbologias numéricas associadas, mas isso é objeto de disputa, embora uma progressão orgânica e sua estrutura simétrica sejam claramente discerníveis. O resultado é uma coleção de características únicas em sua produção, um tanto difícil de tocar mas de melodismo mais acessível ao grande público, pelo que foi louvada pelos críticos da época, e é possível que sua intenção com ela tivesse sido de fato oferecer um produto popular e rendoso. O retorno não foi tão bom quanto o esperado, mas a coleção teve um profundo impacto sobre a geração seguinte, sendo imitada por muitos outros organistas até o fim do século XVIII.
A Coleção de Leipzig é composta de dezessete arranjos corais, mas a organização do conjunto, feita em torno de 1749, não é inteiramente de Bach, já parcialmente incapacitado. Sobrevivem versões bastante diferentes de várias peças, e tampouco sua datação é segura, provavelmente são peças compostas em seus primeiros anos e revistas mais tarde. Sem uma estrutura lógica e um propósito claro, o que distingue a coleção é seu idioma musical, empregando um estilo retrospectivo reminiscente de Buxtehude, Pachelbel e outros da geração anterior, uma grande quantidade de escrita ornamental e texturas e contraponto mais simples do que as outras coleções, sem que isso lhes prive de altas qualidades estéticas. As duas últimas, porém, são obras mais pobres e é possível que não fizessem parte das intenções do autor, pois foram acrescentadas por seu discípulo Altnikol.

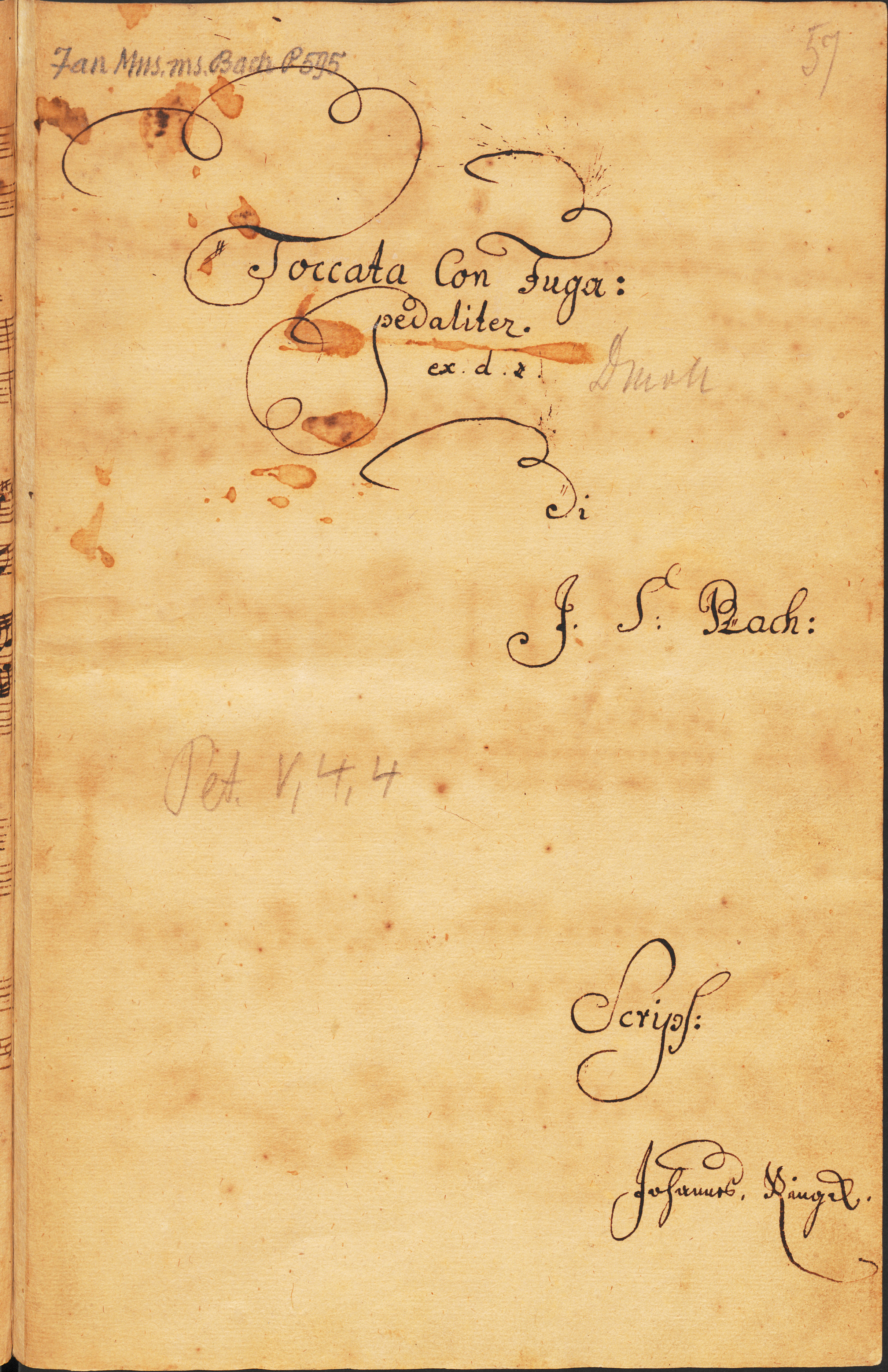
Capa autógrafa da Tocata e Fuga em ré menor BWV 565

As peças de livre inspiração ocupam um lugar igualmente importante no conjunto de sua produção, compreendendo os tipos tocata, canzona, passacalha, fantasia, prelúdio e fuga, mas como ocorre com grande parte de suas obras, a datação é difícil, e várias delas sobrevivem em versões diferentes. De modo geral apresentam um estilo rapsódico típico dos mestres alemães da geração anterior a ele, mas suas características individuais são extremamente variadas e é impossível analisá-las como um conjunto unificado em termos de estilo e abordagem. As atribuídas à sua primeira fase criativa são, de acordo com Geiringer, fruto de um iniciante ávido por experimentações e em busca de um caminho seu, e se revelam como obras imaturas, com inconsistências na estrutura e estilo e às vezes alguns erros técnicos. Mesmo assim, são obras exuberantes e de grande efeito. Destacam-se desta fase entre outras o Prelúdio e Fuga em sol menor BWV 535, com uma conclusão poderosamente dramática; o Prelúdio e Fuga em sol maior BWV 550, com uma extraordinária passagem para solo de pedal, e sobretudo a célebre Tocata e Fuga em ré menor BWV 565, iniciando e encerrando com trechos rapsódicos que emolduram uma fuga no centro; seu caráter é de improvisação brilhante e fogosa, cheia de passagens virtuosísticas e técnica impecável. Da fase madura são notáveis, por exemplo, a Tocata em dó maior BWV 564, que mostra a influência italiana e contém entre as passagens de bravura uma longa e melodiosa cantilena; a Tocata e Fuga Dórica BWV 538, toda elaborada em torno de um único motivo simples, enunciado no início; a Tocata e Fuga em fá maior BWV 540, de grande extensão e efeito fulgurante, que levou Mendelssohn a dizer, ao ouvi-la, que parecia que a igreja iria desmoronar; o Prelúdio e Fuga em sol maior BWV 541, que surpreende com uma pausa e um episódio homofônico no meio da fuga, seguido de uma passagem duramente dissonante, mas da sua maturidade talvez a peça mais conhecida seja a Passacalha em dó menor BWV 582, que consiste em vinte variações sobre um baixo ostinato, obra de arquitetura poderosa que parece esgotar as possibilidades do gênero da variação. Também se incluem entre as obras de livre inspiração arranjos para órgão de obras orquestrais de outros compositores, onde amiúde transformou tanto a escrita original que passam a ser obras quase inteiramente suas.
| Tocata e Fuga em ré menor BWV 565 |
|                                   |
| Interpretado por Ashtar Moïra     |

| Fuga do Prelúdio e Fuga em lá menor BWV 543 |
|                                             |
| Interpretado por Noah Horn                  |

#### Cordas e flauta

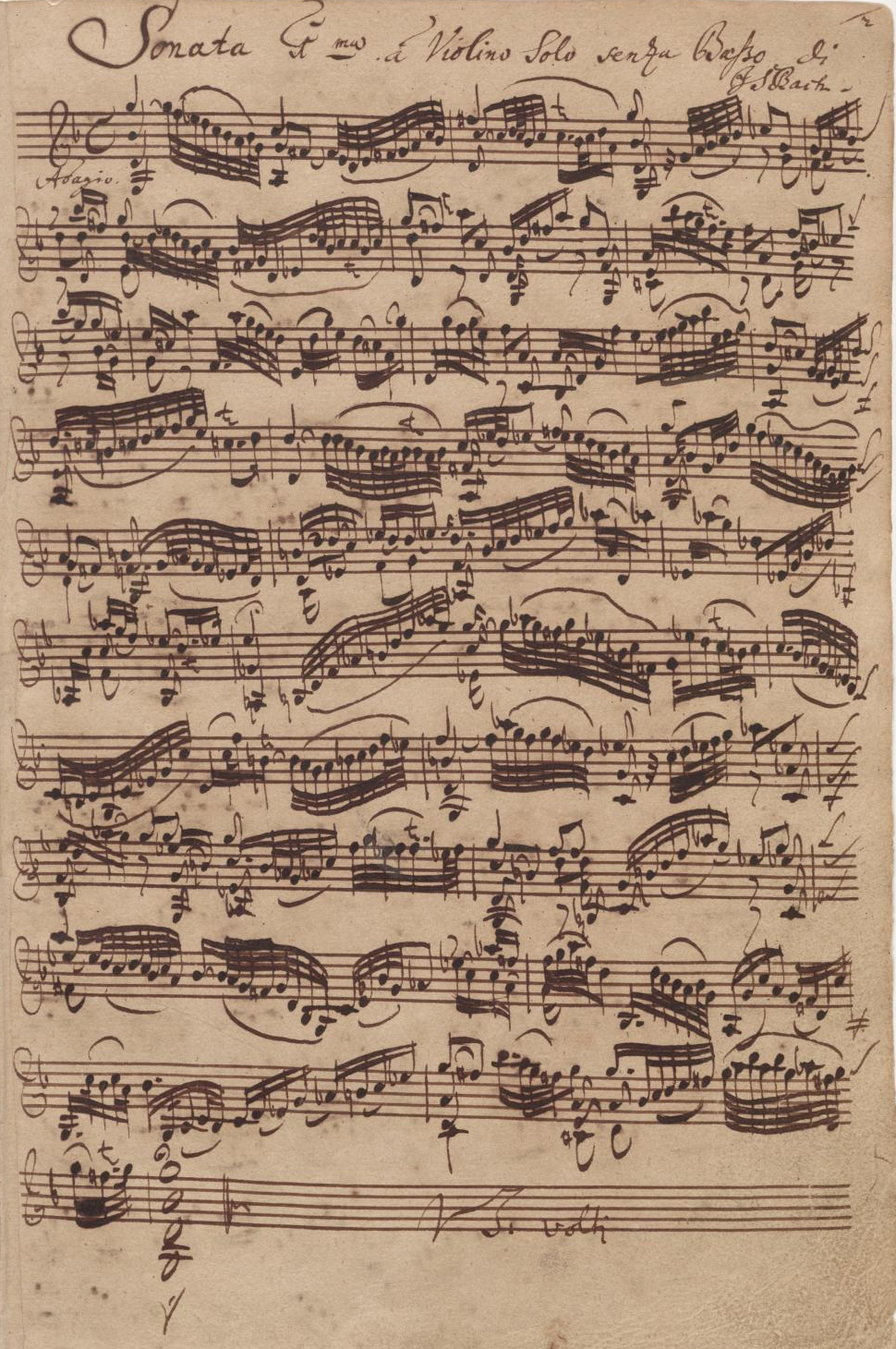
Partitura da Sonata para violino solo nº 1 BWV 1001

As seis Sonatas e Partitas para violino solo BWV 1001-1006, compostas em 1720, mostram sinais de terem sido concebidas como um ciclo unificado, já que as peças seguem uma série lógica de tonalidades de acordo com o ciclo das quintas. A coleção compreende três sonatas com quatro movimentos, e três partitas que agrupam uma série de movimentos de dança estilizados. Nas sonatas, como exigia a tradição da sonata de câmara, há movimentos fugais, explorando as possibilidades polifônicas de um instrumento essencialmente melódico. Nos outros movimentos há passagens em acordes e arpejos a fim de prover ao ouvinte indicações da harmonia subjacente à voz solo. As partitas obedecem à forma da suíte, com seus movimentos distribuídos entre allemandes, courants, sarabandes, gigues e outras formas. Esta coleção se tornou um favorito e um dos pilares do repertório violinístico moderno, apresentando uma enorme paleta de sonoridades e formas na escrita virtuosística para o instrumento, demonstrando a maestria do compositor, que era ele mesmo um violinista completo. Vários violinistas eminentes as gravaram ao longo do século XX e foram feitos muitos arranjos para outras formações instrumentais. A segunda partita se tornou especialmente memorável por ter como seu movimento final uma majestosa chacona.
As suas Seis Suítes para violoncelo solo BWV 1007-1012 gozam da mesma estima, representando o ápice da escrita para violoncelo do período Barroco, embora não formem uma unidade tão coesa quanto a coleção para violino. Foram compostas provavelmente para o gambista da corte de Köthen, Christian Abel. Cinco delas exigem um instrumento convencional de quatro cordas, e uma delas é para um instrumento de cinco cordas. Todas seguem um mesmo modelo, com uma sequência de danças após um prelúdio, que no caso da suíte 5 é uma abertura francesa, com uma seção fugal. Também escreveu uma obra para flauta, a Partita para flauta solo BWV 1013, de grande dificuldade técnica. Bach parece ter levado em pouca conta a necessidade de respirar do executante e escreveu música que flui ininterruptamente, sugerindo que a peça foi composta originalmente para outro instrumento.
| Chacona da Partita para violino solo BWV 1004 |
|                                               |
| Interpretado por Ben Goldstein                |

| Allemande da Suíte n.º 3 para violoncelo solo BWV 1009 |
|                                                        |
| Interpretado por John Michel                           |

| Partita para flauta solo BWV 1013 |
|                                   |
| Interpretado por Alex Murray      |

### Música de câmara
No domínio da música de câmara se encontram algumas das mais importantes obras de Bach. A maioria data dos períodos de Weimar e Köthen, quando ele teve a oportunidade de aperfeiçoar sua técnica e estilo para pequenos grupos instrumentais. Sobrevive um bom número de peças para várias formações. Embora tenha deixado várias na forma da sonata para instrumento solo e baixo contínuo, o principal modelo de câmara praticado em seu tempo, seu interesse recaiu antes sobre o tipo da trio-sonata, que lhe abria mais possibilidades de experimentação. De qualquer maneira, as que escreveu para a primeira forma não são obras desprezíveis, mas possuem grandes belezas. São exemplos as sonatas para violino e contínuo BWV 1021 e 1023, e as para flauta e contínuo BWV 1034 e 1035.
Sua veia experimental levou-o a tomar o modelo da trio-sonata e introduzir-lhe uma modificação simples, mas fundamental, atribuindo ao teclado uma das duas vozes solistas, confiada à mão direita, enquanto a esquerda realizava todo o baixo contínuo, prescindindo de um instrumento melódico adicional para reforço da linha do baixo, tais como os costumeiramente usados, o violoncelo, gamba ou fagote. Com isso adaptou uma forma originalmente concebida para pelo menos quatro instrumentos - dois solistas melódicos, um teclado para recheio harmônico e um baixo melódico - para uma formação enxuta de apenas dois executantes. Não foi ele, na verdade, o inventor dessa nova fórmula, mas a levou a um grau de perfeição sem precedentes. Além disso, introduziu nesta trio-sonata modificada elementos do concerto e expandiu a sua textura adicionando outras vozes, sem requisitar instrumentos adicionais. Pertencem a este gênero, por exemplo, as sonatas para violino e teclado BWV 1014-1019, as sonatas para flauta e teclado BWV 1030 e 1032, e a Sonata para viola da gamba e cravo obbligato BWV 1027.

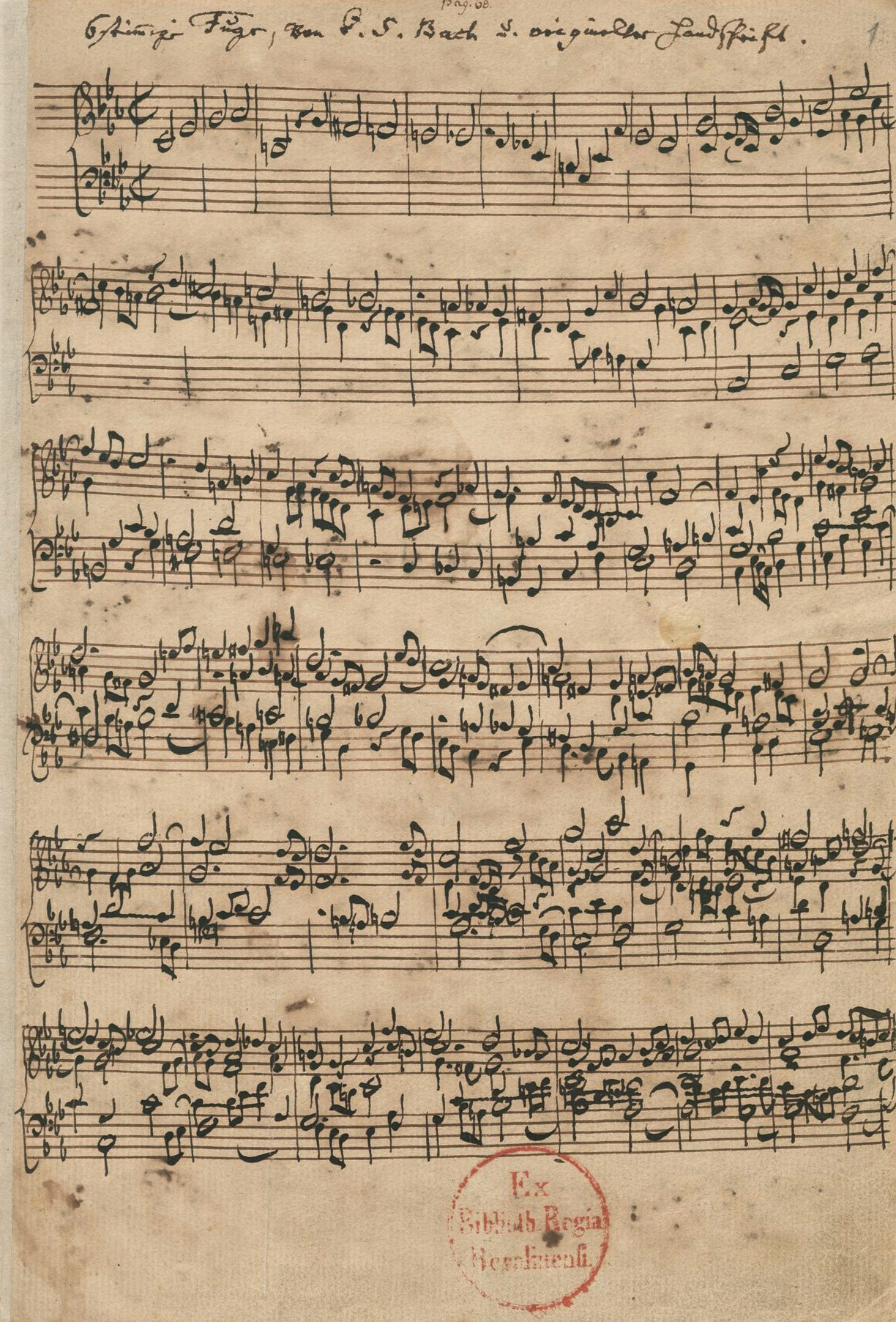
Manuscrito do Ricercare a seis vozes da Oferenda Musical

Suas obras de câmara mais importantes são duas coleções de seus anos finais. A primeira é a Oferenda Musical BWV 1079. O conjunto nasceu em sua visita ao rei Frederico II da Prússia, em 1747, quando o rei deu ao compositor um sujeito de fuga para que improvisasse em torno. Bach tocou então, diante da augusta presença, em um pianoforte, o que veio a ser conhecido como o Ricercare a 3 da coleção, prometendo mandá-lo imprimir. De volta à sua casa em Leipzig, escreveu não somente a obra prometida mas uma série de peças: dez cânones, dois ricercares e uma trio-sonata nos moldes tradicionais, todas a partir do mesmo tema régio. A partitura que foi finalmente publicada e oferecida ao rei, porém, mostra sinais evidentes de ter sido elaborada às pressas, e contém somente parte do conjunto atualmente conhecido. O restante foi impresso como suplemento mais tarde. O original manuscrito não sobreviveu, salvo uma versão antiga do Ricercare a 6. Disso, e dos erros da versão impressa, deriva a grande confusão que até hoje reina entre os estudiosos, principalmente a respeito da ordem das peças e da instrumentação que Bach pretendia para o conjunto. O primeiro aspecto é o mais problemático e já deu origem a uma considerável bibliografia especulativa. Sobre o segundo há menos dúvidas, pois para a trio-sonata ele deixou indicação explícita - flauta, violino e baixo contínuo - e para um dos ricercares também - dois violinos - o que autoriza a suposição de que todo o conjunto pode ser executado por um grupo de flauta, dois violinos e contínuo integrado por cravo e gamba. A Oferenda Musical é em síntese uma coletânea de variações sobre o tema régio, de incomum força expressiva, trabalhado de várias maneiras contrapontísticas eruditas, tais como movimento retrógrado, aumento, cantus firmus e outras, incluindo dois "cânones enigmáticos", em que Bach não deu indicações de entrada das vozes sucessivas, ficando a decisão a cargo do intérprete. A peça central da coleção é a trio-sonata, que segue o modelo da sonata de igreja, com quatro movimentos e ricas texturas contrapontísticas.
A outra é A Arte da Fuga BWV 1080, a última grande obra do mestre, escrita em 1749 e publicada após sua morte de modo negligente. Contém cerca de vinte fugas e cânones, chamados contrapuncti, todos derivados de um mesmo tema, onde as mais variadas formas de contraponto erudito são aplicadas. O número exato de peças varia conforme a edição, algumas vezes duas ou mais peças são agrupadas sob uma mesma entrada. Antigamente A Arte da Fuga era considerada principalmente um manual de contraponto avançado, mas hoje é vista como uma das mais importantes criações da música do ocidente, a suma da técnica  contrapontística aliada a uma substância do mais alto valor. A edição original é desorganizada e deu origem a uma continuada controvérsia sobre a ordem dos números e sua instrumentação, além de o conteúdo musical servir de pretexto a um sem-número de elaborações hipotéticas sobre seu significado, sem que se chegasse a uma conclusão definitiva. A última peça, uma gigantesca fuga tripla, foi deixada inconclusa; o tema que unifica o restante do conjunto não aparece, mas já foi demonstrado que os três temas presentes - um deles usando as notas B-A-C-H (na notação alemã, si bemol, lá, dó e si) - podem ser combinados com o tema ausente. Um testemunho de Mizler confirma a ideia de que a peça deveria ser uma fuga quádrupla, e segundo ele Bach pretendia compor uma outra fuga quádrupla que poderia ser invertida. A instrumentação se apresenta como outro problema; possivelmente, de acordo com Geiringer, foi concebida como música para teclado solo, mas a execução com um grupo de câmara parece ser mais efetiva. Isso é suportado pelo fato de que as duas fugas-espelho têm uma tessitura além do alcance de um tecladista.
| Segundo movimento da Sonata para flauta e cravo em lá maior BWV 1032 |
|                                                                      |
| Interpretado por Alex Murray (flauta) e Martha Goldstein (cravo)     |

| Contrapunctus I de A Arte da Fuga BWV 1080 |
|                                            |
| Versão midi do Mutopia Project             |

### Música orquestral
Para a orquestra Bach compôs diversas obras-primas, apesar de que só pôde dispor de conjuntos pequenos, que hoje seriam chamados de grupos de câmara, e a maior parte dos quais de baixa qualidade. Como consequência, relativamente poucas obras para esta formação são conhecidas, mas pode-se supor que algumas outras se perderam. De todas, somente suas quatro Aberturas BWV 1066-1069 não pertencem ao gênero do concerto. Apesar do nome, são de fato suítes de danças, que contam com uma abertura francesa em seu início. Não parecem ter sido concebidas como um ciclo, e têm diferentes formações instrumentais. A mais notável é a quarta, cuja fuga é um verdadeiro monumento à escrita instrumental virtuosística, mas a mais célebre é a terceira, que contém a popular Ária na corda de sol.
| Trecho da Ária na corda de sol, da Abertura nº 3 BWV 1068           |
|                                                                     |
| Interpretado pela Capella Istropolitana, regida por Oliver Dohnanyi |

Entre seus dezessete concertos para solo de instrumentos e orquestra, poucos em sua forma definitiva são obras originais, tratando-se de arranjos de composições anteriores. Bach iniciou a série provavelmente em Köthen com os concertos para violino BWV 1041-1042 e o para dois violinos BWV 1043, influenciado pela onda de música italiana que dominava a Europa de então. De acordo com Buelow eles são decalcados no modelo de concerto estabelecido por Vivaldi, com um primeiro movimento rápido e vigoroso dentro de uma estrutura de ritornello, um movimento central lento, lírico e expressivo, e um final também rápido, no espírito de uma dança estilizada. Mas a semelhança é apenas superficial, pois Bach sem dúvida adaptou para sua própria linguagem a influência estrangeira.
| Primeiro movimento do Concerto para dois violinos e orquestra BWV 1043                    |
|                                                                                           |
| Interpretado pela Advent Chamber Orchestra, solistas David Parry e Roxana Pavel Goldstein |

Os concertos para cravo e orquestra foram uma novidade no tempo de Bach, jamais o teclado havia assumido o primeiro plano em uma composição orquestral, antes servia apenas como instrumento de recheio harmônico como reforço do baixo contínuo. Todas as suas várias obras no gênero são arranjos de concertos para outros instrumentos, incluindo seus próprios concertos para violino. Também escreveu concertos para dois, três e um para quatro cravos (adaptando uma obra de Vivaldi), combinações de todo inusitadas que parecem ter atendido ao seu gosto por experimentação de novas texturas e sonoridades.
De todos os seus concertos, porém, os mais afamados, e que atualmente estão entre suas obras mais populares, são o ciclo dos seis Concertos de Brandenburgo BVW 1046-1051, compostos antes de 1721 para o marquês de Brandemburgo. Têm sido considerados a suma do gênero do concerto grosso, uma espécie concertante em que um pequeno grupo de solistas dialoga com a orquestra. Todos são altamente individualizados, exploram uma vasta variedade de efeitos orquestrais e mostram alguma influência da música de Vivaldi. Nas palavras de Albert Schweitzer,
"Os Concertos de Brandenburgo são os mais puros produtos do estilo polifônico de Bach. Nem no órgão nem no cravo ele teria desenvolvido a arquitetura de um movimento com tanta vitalidade; somente a orquestra lhe permite completa liberdade na condução e agrupamento das vozes ... Já não é uma questão meramente de alternância entre tutti e concertino; os vários grupos se interpenetram e reagem uns aos outros, separam-se uns dos outros, se unem novamente, e tudo com um senso de inevitabilidade artística que ultrapassa a compreensão".
| Primeiro movimento do Concerto de Brandenburgo n.º 4 BWV 1049 |  |
|                                                               |  |
|                                                               |  |

| Segundo movimento do Concerto de Brandenburgo n.º 5 BWV 1050                                              |
| |
| Interpretado por Roxana Pavel Goldstein (violino), Constance Schoepflin (flauta) e Matthew Ganong (cravo) |

| Terceiro movimento do Concerto de Brandenburgo n.º 6 BWV 1051                                                                  |
| |
| Interpretado pela Advent Chamber Orchestra, com os solistas Elias Goldstein & Elizabeth Choi (violas) e Anna Steinhoff (cello) |

### Música vocal

#### Cantatas
As cantatas constituem o grosso da produção de Bach, mas apenas nas últimas décadas sua importância vem sendo reconhecida. Esquecidas quase por completo no século XIX, até meados do século XX somente um pequeno número delas havia sido estudado em detalhe, situação que vem mudando diante do rápido crescimento dos estudos bachianos. A maior parte delas é sacra, compostas em Weimar e principalmente Leipzig, mas ele cultivou o gênero ao longo de quase toda a sua carreira. Muitas foram perdidas por descuido de Wilhelm; de acordo com o obituário de Carl Philipp ele compôs cinco ciclos completos para o ano eclesiástico, fora as cantatas profanas, o que representaria mais de 350 obras, mas ainda sobrevivem 194 composições neste gênero, somando um total de mais de 1 200 movimentos individuais. As de sua fase inicial são compostas segundo o modelo alemão do século XVII, sem recitativos ou árias da capo, elementos de origem operística italiana que só aparecem em suas obras maduras. Mais tarde se consolidou um formato italianizado, com uma abertura mais elaborada com coro, seguida de uma alternância de cinco ou seis árias da capo e recitativos para voz solo, encerrando com uma harmonização coral simples homofônica a quatro vozes, quando a congregação possivelmente se unia ao coro, mas mesmo aqui são encontradas muitas outras soluções técnicas e formais, incluindo fugas, cânones, variações sobre um ostinato, formas concertantes, influência da abertura francesa e do antigo moteto, além de se valerem de uma ampla gama de forças instrumentais. Nas palavras de Buelow,
"Nada é mais difícil de definir ou explicar que o estilo vocal de Bach. É claro, contudo, que o cerne de seu estilo reside no seu compromisso de ilustrar expressivamente os textos, as palavras individuais desses textos, e os afetos que veiculam. Suas linhas vocais raramente são apenas líricas, e não guardam a menor semelhança com o estilo cantabile dos italianos. Quase sempre são altamente dramáticas e amiúde cheias de complexos motivos rítmicos, com um desenho anguloso de saltos amplos. Passagens melismáticas, algumas de enorme extensão, ocorrem às vezes para emprestar mais ênfase retórica ou para simbolizar determinada palavra, mas noutras ocasiões são parte integral do desenvolvimento melódico".

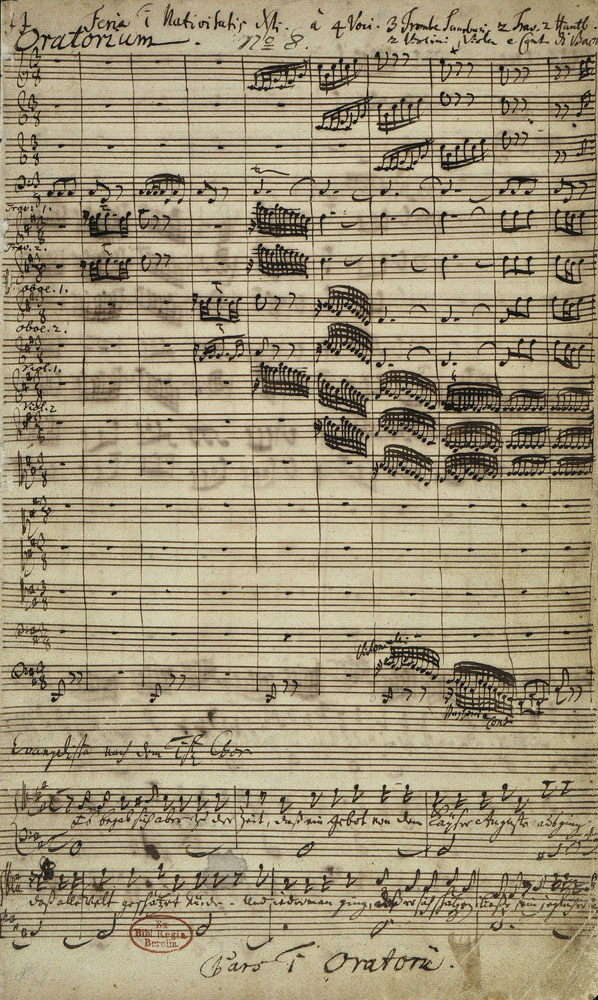
Página autógrafa do Oratório de Natal

As cantatas sacras são peças de ocasião, e por regra eram ouvidas apenas uma única vez. Obras muito elaboradas artisticamente, o que o ouvinte não conseguia entender em termos estéticos, como disse Chafe, era compensado por seu conhecimento de uma rede de intenções que ligavam a experiência religiosa de cada um ao seu contexto cultural e religioso maior. A principal dentre essas intenções era apresentar o caráter dinâmico da experiência religiosa num programa didático sequencial de afetos e formas com que o ouvinte comum pudesse se identificar, criando uma ponte entre as Escrituras e a fé, à luz, naturalmente, da tradição hermenêutica fundada por Lutero. Para conseguir esse objetivo, além do conteúdo explícito dos textos, Bach recorria a um rico repertório de elementos puramente musicais para ilustrar e enfatizar o texto, elementos que por sua vez estavam associados a uma série de convenções simbólicas e alegóricas então de domínio público, um procedimento típico do Barroco em geral, no caso aplicado aos propósitos do Protestantismo.
Uma das cantatas mais conhecidas é também uma de suas primeiras, a intitulada Christ lag in Todesbanden BWV 4, que emprega o recurso da variação sobre um cantus firmus encontrado nas obras de Pachelbel e Buxtehude. Tem uma estrutura simétrica que, por outro lado, se tornou comum também em sua produção posterior, e que se presume carregar um significado próprio, indicando a cruz de Cristo, e cada movimento apresenta o hino a partir do qual foi composta em um contexto diferente. Também é famosa, e permanece como uma de suas mais importantes, a chamada Actus Tragicus (Gottes Zeit ist die allerbeste Zeit, BWV 106), composta possivelmente como uma peça fúnebre. Outras que merecem nota são Wie schön leuchtet der Morgenstern BWV 1, combinando o arranjo coral com a forma concertante; O Ewigkeit, du Donnerwort, BWV 20, um expressivo diálogo entre o medo e a esperança; Wachet! Betet! BWV 70, que associa melodias de hinos em seus recitativos e tem uma brilhante passagem para trompetes ilustrando o Juízo Final; Jesu, der du meine Seele BWV 78, com uma abertura onde se unem magistralmente o hino luterano e um ostinato; Ein feste Burg ist unser Gott, BWV 80, de intrincada abertura polifônica; Herr Jesu Christ, wahr' Mensch und Gott BWV 127, cuja abertura impressionou a geração seguinte; Wachet auf, ruft uns die Stimme, BWV 140, que contém um diálogo entre Jesus e a Alma, e Herz und Mund und Tat und Leben, BWV 147a, cujo coro final incorpora a célebre melodia Jesus, a alegria dos homens. O seu importante Oratório de Natal é de fato um ciclo de seis cantatas sacras a serem apresentadas entre o Natal e a Epifania (25 de dezembro a 6 de janeiro), que habilmente rearranjam composições anteriores, incluindo profanas.
| Abertura da Cantata Wachet auf, ruft uns die Stimme BWV 140 |
|                                                             |
| Interpretado pelo MIT Concert Choir                         |

| Primeiro recitativo da Cantata Wachet auf, ruft uns die Stimme BWV 140 |
|                                                                        |
| Interpretado pelo MIT Concert Choir                                    |

| Primeiro dueto da Cantata Wachet auf, ruft uns die Stimme BWV 140 |
|                                                                   |
| Interpretado pelo MIT Concert Choir                               |

| Coro de encerramento da Cantata Wachet auf, ruft uns die Stimme BWV 140 |
|                                                                         |
| Interpretado pelo MIT Concert Choir                                     |

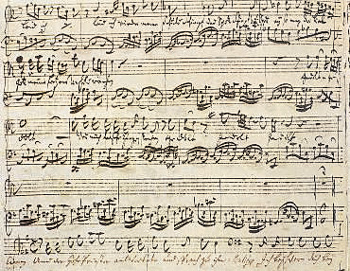
Trecho autógrafo da Paixão segundo São Mateus

As suas paixões podem ser descritas como cantatas sacras expandidas ou oratório, que narram a Paixão de Cristo segundo os evangelistas. Nas obras de Bach o texto bíblico é frequentemente interpolado com versos modernos que fazem meditações sobre cada cena. Registram-se cinco obras neste gênero, mas só sobreviveram duas, a Paixão segundo São João e a Paixão segundo São Mateus. Ambas são obras-primas de grande envergadura e possuem vários aspectos em comum, mas a última delas, de grande impacto dramático, é a sua obra vocal mais complexa e tem sido louvada por muitos como a sua criação mais sublime, e de qualquer forma surge como a culminância da tradição de paixões luteranas. É difícil destacar algum de seus movimentos, mas serve de exemplo a peça de abertura, uma vasta fantasia-coral para coro duplo, cada parte vocal dobrada por seu próprio naipe de instrumentos, que canta o verso Vinde, oh filhas, fazei coro ao meu lamento, formando um denso tecido contrapontístico sobre o qual paira, após o 30º compasso, uma linha para sopranos infantis cantando o hino Oh, Cordeiro de Deus, que tira o pecado do mundo, com grande efeito.
As cantatas profanas seguem em linhas gerais o modelo formal das sacras, sendo a maior diferença seu texto secular. A sua maioria é de obras festivas, para celebrar, por exemplo, o aniversário de um governante, como a cantata Tönet, ihr Pauken! Erschallet, Trompeten! BWV 214, dedicada ao natalício de Maria Josepha, Eleitora da Saxônia e Rainha consorte da República das Duas Nações, mas se encontram também lamentos fúnebres, como a Trauerode BWV 198, em honra de Christiane, a defunta rainha da Polônia, peças de "defesa de uma tese", como a cantata Geschwinde, ihr wirbelnden Winde BWV 201, que narra a competição musical entre Apolo e Pã como um pretexto para comparar a música de erudição com as desajeitadas tentativas dos músicos pouco hábeis, e até peças inteiramente humorísticas, como a Cantata do Café BWV 211, que satiriza a moda então recente de beber café.

#### Missas e motetos

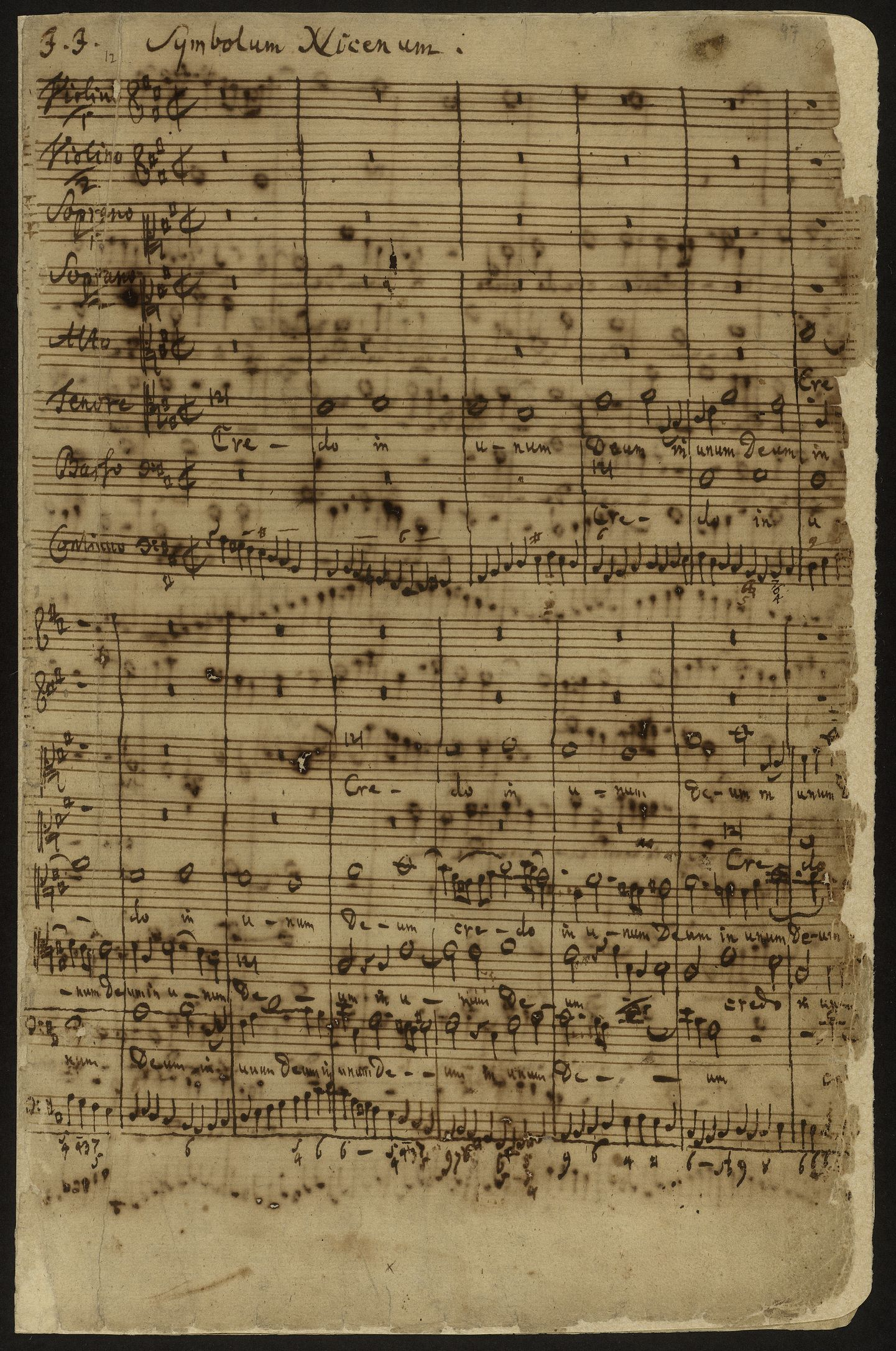
Primeira página do Credo da Missa em si menor

Apesar de ser protestante, Bach compôs um pequeno número de missas latinas, em sua maioria fragmentárias ou na forma da missa breve, apenas com as seções do Kyrie e do Gloria. Sua obra magna neste gênero, contudo, é a monumental Missa em si menor, musicando o texto completo do ordinário católico, uma das mais importantes obras deste tipo jamais compostas. O motivo de ele ter enveredado nesta seara é obscuro, mas finalmente a grande missa foi oferecida ao rei da Polônia, que se convertera ao Catolicismo. A obra tem estrutura simétrica e é cheia de simbolismos musicais, e seus movimentos formam um vasto compêndio de formas e estilos. A maior parte da missa foi elaborada retomando trechos de cantatas anteriores, mas o resultado é um todo coerente, graças à sua habilidade na adaptação de material antigo ao novo contexto. Algumas seções não tiveram sua origem identificada, mas podem ser excertos de cantatas perdidas. A missa, por suas enormes proporções, não se destina a ser interpretada dentro do culto católico, pelo menos não em sua inteireza.
Bach também compôs alguns motetos para coro a cappella sobre textos bíblicos e/ou modernos. Tem sido objeto de muito debate se essas obras devem ser acompanhadas ou não por instrumentos. Na prática de seu tempo o termo a cappella significava pelo menos um acompanhamento ao órgão, e para alguns deles efetivamente sobrevivem partes instrumentais e um baixo contínuo. Desta forma, é bem possível que Bach pretendesse dobrar o coro com instrumentos ou órgão quando possível, e quando não, executá-los desacompanhados. Cada peça tem uma estrutura diferente e seu estilo mais ou menos acompanha a concepção de moteto do século XVIII, quando era entendido como uma composição em essência contrapontística mas de arcabouço tonal. Mas eles mostram muitas referências mais antigas, como o uso de recursos mais estritamente fugais e de contraponto imitativo, ou passagens homofônicas de caráter altamente declamatório, comuns no século anterior.

## A posteridade de Bach

### Mitos, primeiros estudos críticos e resgate da obra
Parte do folclore criado em torno de Bach afirma que ele foi um organista celebrado, mas como compositor foi incompreendido em seu tempo. Isso se deve principalmente aos conhecidos atritos que ele manteve continuamente com as autoridades de Leipzig, mas não há evidência documental de que seus superiores desaprovassem também sua música. É fato que Bach jamais foi um compositor verdadeiramente popular, pelo menos num sentido superficial, mas os poucos relatos que se conhece atestam a alta estima de que ele desfrutava, e mais de uma vez afirmou-se que ele era um dos mais importantes compositores de sua geração, sendo colocado pelos conhecedores ao lado de Händel, Telemann, Hasse e Graun, cuja fama se espalhava por toda a Europa. O grande número de alunos que o buscaram como instrutor também corrobora seu prestígio. Como exemplo dos elogios que recebeu, Birnbaum louvou sua "estranha perfeição"; Schubart o chamou de "gênio original"; mesmo Scheibe, que atacou duramente seu estilo em 1737, não pôde se furtar a admitir a grandeza de seu gênio, e em sua edição da Institutio Oratoria de Marco Fábio Quintiliano, Gesner, reitor da Thomasschule, fez uma longa e vívida louvação de suas habilidades como compositor, maestro, cantor e organista, que merece ser transcrita:

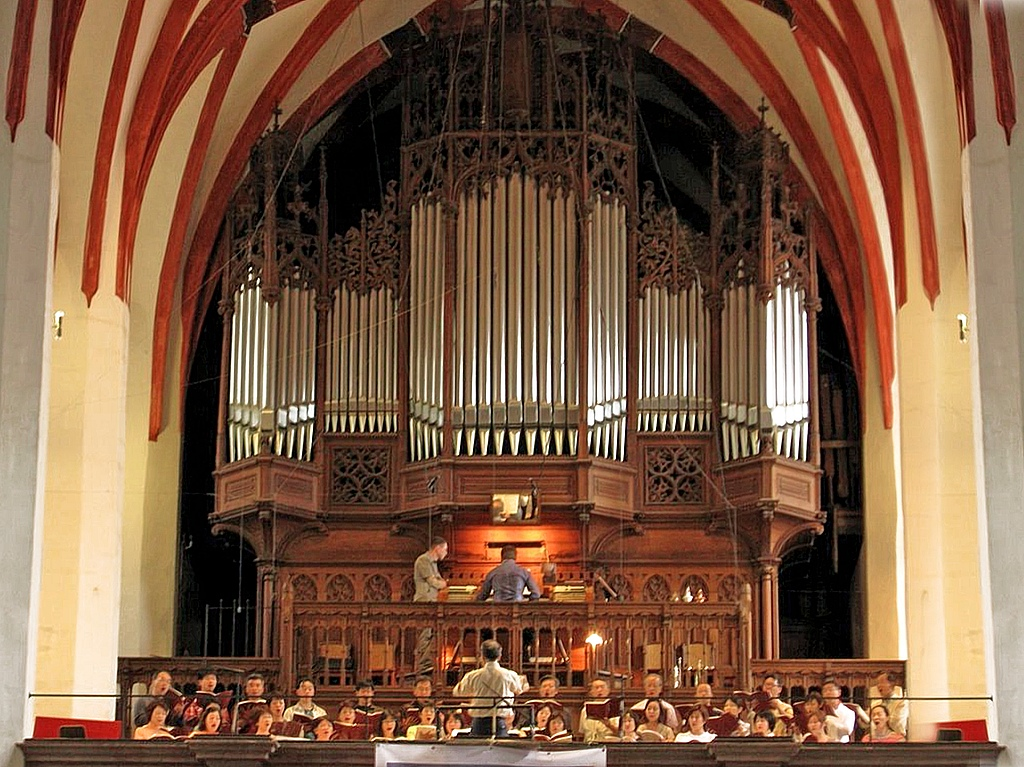
Órgão da Igreja de S. Tomás em Leipzig

"Todas essas notáveis realizações, meu Fábio, considerarias deveras triviais se pusesses erguer-te dos mortos e ver nosso Bach... como ele, com ambas as mãos e usando todos os dedos, toca um cravo que parece consistir em numerosas cítaras, ou corre sobre as teclas do instrumento dos instrumentos (o órgão)...; e como ele, usando por um lado as mãos, e por outro, com extrema rapidez, os pés, faz surgir por encanto, e sem a ajuda de ninguém, sucessivas revoadas de sons harmoniosos; eu digo, se pudesses vê-lo, como ele consegue o que muitos citaristas e seiscentos executantes de instrumentos de sopro jamais poderiam conseguir, não meramente entoando e tocando ao mesmo tempo suas próprias partes mas dirigindo trinta ou quarenta músicos, todos ao mesmo tempo, controlando este com um aceno de cabeça, aquele outro com um batida do pé, um terceiro com um dedo de advertência, mantendo o tempo e a afinação, dando uma nota aguda a um, uma grave a outro, e notas intermédias a alguns. Este homem, sozinho, de pé em meio ao harmônico turbilhão de sons, tendo a mais árdua de todas as tarefas, pode discernir a todo momento se um executante ameaça extraviar-se, e manter todos os músicos em ordem, recuperar qualquer vacilação, incutir-lhes segurança e impedi-los que cometam erros. O ritmo está em todos os seus membros, ele absorve todas as harmonias em seu ouvido sutil e profere todas as diferentes vozes por intermédio de sua própria boca. Grande admirador como sou da Antiguidade em outros aspectos, considero que este meu Bach engloba em si numerosos Orfeus e vinte Anfiãos".
Outro mito é de que a obra de Bach havia caído no olvido imediatamente após sua morte, e assim permanecera até ser ressuscitada no início do século XIX por alguns entusiastas alemães. A pesquisa recente, porém, afirma que essa visão não é inteiramente correta. Realmente a maior parte de sua produção desapareceu de vista junto com o compositor, mas de diversos modos sua memória permaneceu e pôde ser transmitida à posteridade imediata. Vários de seus filhos se tornaram compositores reputados, e embora em sua maioria tivessem adotado outras estéticas, mantiveram o nome Bach em evidência; Carl Philipp regeu apresentações de algumas peças vocais do pai a partir de 1768, incluindo o Credo da Missa em si menor, e Wilhelm Friedemann fez o mesmo, com ainda maior assiduidade, ambos encontrando boa resposta do público. Pouco depois Fasch começou uma tradição de interpretações de seus motetos, e em seguida se tornaram acessíveis edições de O Cravo Bem Temperado, de A Arte da Fuga e de algumas cantatas. Seus muitos alunos também contribuíram legando às gerações seguintes sua metodologia de ensino e com ela suas peças didáticas para teclado, como o Cravo, as Invenções e outras. Críticos respeitados como Marpurg, Gerber e Forkel publicaram notas favoráveis, e colecionadores e amadores de "música antiga", como Van Swieten, Poelchau e Neefe, buscaram seus manuscritos, dispersos entre seus filhos e alunos, e os divulgaram entre um seleto grupo de conhecedores, onde estavam incluídos Haydn, Mozart e Beethoven, que manifestaram sua admiração pelo velho mestre e foram por ele influenciados. Graças principalmente à intermediação de Poelchau, um grande número de partituras manuscritas pôde ser preservado da destruição, acabando por encontrar abrigo na biblioteca da Singakademie e na Biblioteca Real de Berlim (atualmente depositadas na Biblioteca Estatal de Berlim, que até hoje é o maior repositório de fontes originais da música bachiana). Mesmo assim, o número daqueles que conheciam algo da obra bachiana no fim do século XVIII era reduzido, e não dispunha de meios para disseminá-la em larga escala.

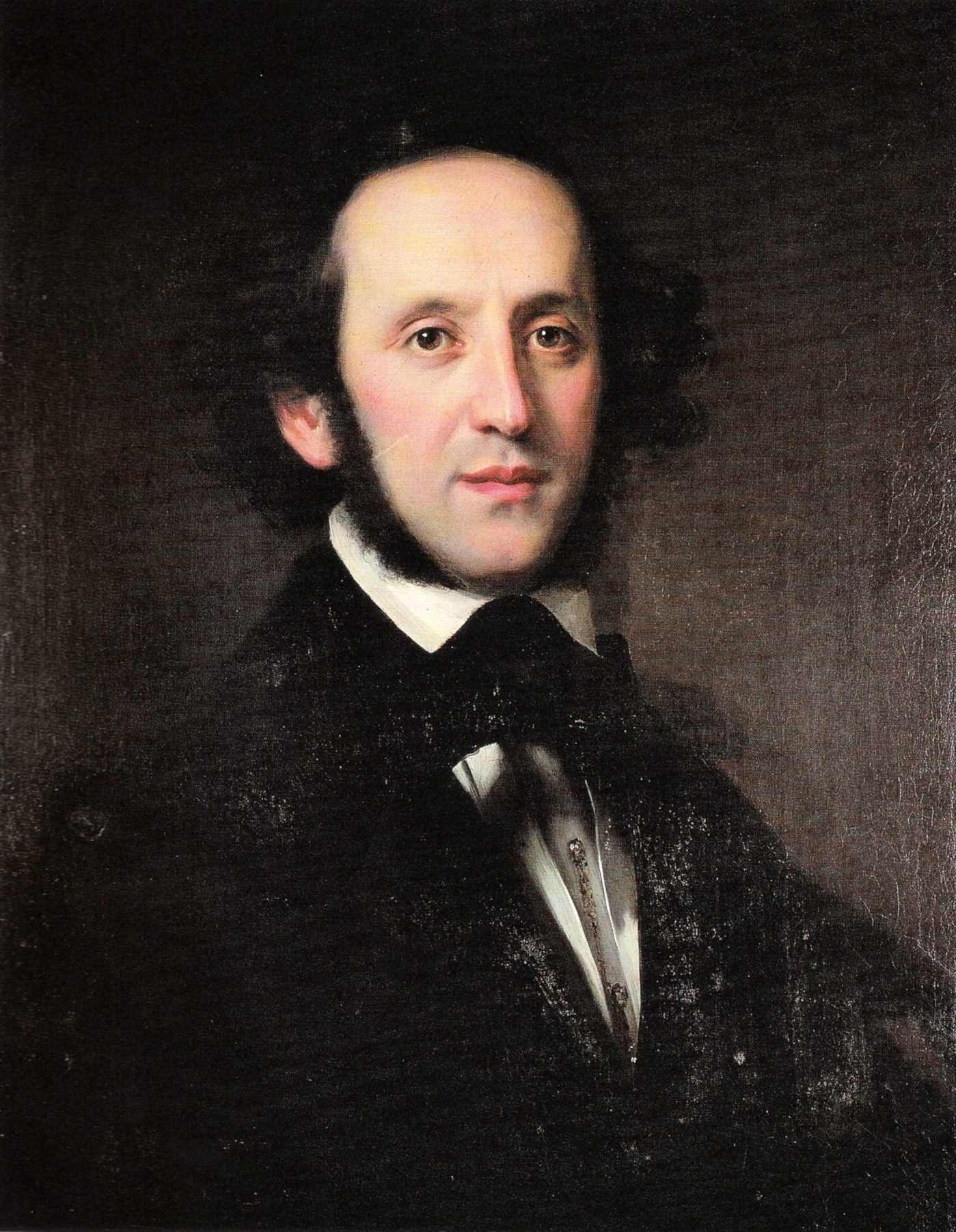
Felix Mendelssohn, um dos grandes divulgadores de Bach no início do século XIX

Com o progressivo acúmulo de apreciações críticas e invocações públicas à sua memória que apareceram até o fim do século a situação começou a mudar, embora sua música continuasse longe dos ouvidos do grande público e mesmo de grande parte dos conhecedores. Nos últimos anos do século XVIII Bach passou a ser considerado um grande músico e uma honra para a Alemanha, sendo chamado por Rochlitz em 1798 de "o patriarca da música germânica" e "a fonte de toda a verdadeira sabedoria musical". Em 1802 apareceu a primeira biografia aprofundada sobre o compositor, de autoria de Forkel, que usou muito material manuscrito e informações obtidas em primeira mão de seus filhos, constituindo o primeiro marco crítico importante na completa ressurreição de Bach, embora ele o apresentasse num viés claramente patriótico. Forkel também desenvolveu decisiva atuação em prol de Bach incentivando a publicação de obras para teclado e divulgando-as no exterior. Ao mesmo tempo, outros escritores como Thibaut e Reichert teciam críticas ao estilo "antiquado" de Bach, ainda que reconhecessem sua grande inventividade, e à biografia excessivamente nacionalista de Forkel, alegando que ela não acrescentava nada de novo ao que já se conhecia sobre ele. Por outro lado, em torno de 1807 o organista Samuel Wesley iniciou na Inglaterra um movimento bachiano, enquanto suas obras começavam a ser ouvidas nos Estados Unidos.
Carl Friedrich Zelter, diretor da Singakademie de Berlim, foi o responsável pelos passos seguintes. Grande conhecedor da obra vocal de Bach, tinha acesso à rica coleção de partituras que havia pertencido a Kirnberger e Agricola, alunos de Bach. Sendo professor de Mendelssohn, recomendou-lhe um estudo da coleção, suscitando seu entusiasmo. Em 1829 Mendelssohn regeu em Berlim a primeira audição completa da Paixão segundo São Mateus desde sua estreia um século antes. A recepção da obra foi extremamente favorável, coincidindo com a expectativa da comemoração do tricentenário da Confissão de Augsburgo, um marco do Luteranismo, a ser celebrada no ano seguinte. Como resultado imediato, ambas as paixões e a grande missa foram reimpressas e o evento colocou Bach definitivamente de volta nas salas de concerto. Com o ativo apoio de Robert Schumann, em 1850 foi fundada a Bach Gesellschaft (Sociedade Bach), que se impôs a ambiciosa tarefa de providenciar a edição completa da obra bachiana com comentários críticos, terminada cerca de cinquenta anos depois e dando a público 46 volumes de música.

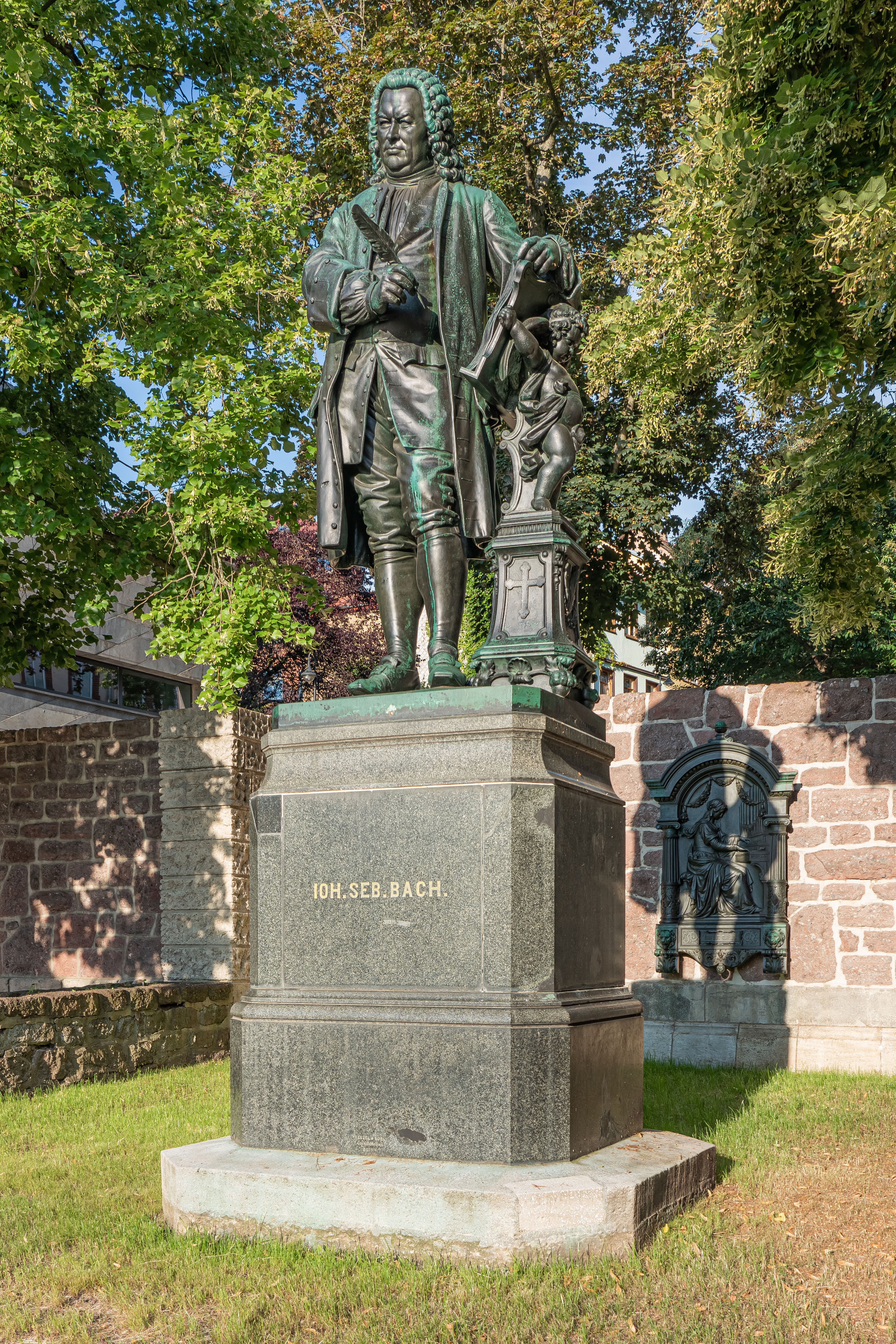
Monumento a Bach erguido em Eisenach em 1884, criado por Adolf von Donndorf

Entrementes, surgiam outras alentadas biografias. Em 1865 Carl Heinrich Bitter publicou uma análise detalhada e compreensiva de sua vida e obra, colocando na sombra o trabalho de Forkel. Era, contudo, um ensaio de diletante, e foi por sua vez obscurecido pela contribuição fundamental de Philipp Spitta, publicada entre 1873 e 1880, o primeiro estudo de perfil acadêmico, que permanece até hoje como uma referência, apesar de em muitos pontos estar ultrapassado e idolatrar Bach como o modelo de tudo o que a música deveria ser. Mas foi o primeiro a introduzir em seu estudo as abordagens filológica, histórica, estética, teológica e intelectual, tentando, até aonde a mentalidade romântica de seu tempo permitiu, colocar a obra bachiana no seu correto contexto histórico. Em contrapartida, alimentou o mito de Bach como o músico supremo, transcendente e quintessencial.
Outras forças em ação durante o século XIX contribuíram para a difusão e o enraizamento desses mitos. O Romantismo, entre outras coisas, estimulou uma redescoberta da música de séculos passados no contexto da formação do nacionalismo germânico, atribuindo a Bach uma função política, tanto quanto cultural. Além disso, uma ressurgência do Pietismo protestante também cobrou do músico, visto como um místico, uma participação, e os vários compositores que foram influenciados por sua obra fizeram leituras dela antes de tudo pessoais e subjetivas, bem de acordo com a tendência romântica do culto ao gênio e ao individualismo e independentemente do avanço dos estudos críticos, e deram nova circulação e interpretação a declarações muitas vezes não documentadas do próprio compositor sobre seu trabalho e suas intenções, com o resultado de proliferar o folclore em seu redor. Expressões extremadas se tornaram comuns quando falando a seu respeito. Beethoven disse que seu nome não deveria ser Bach, que em alemão significa "riacho", mas sim Meer, que significa "mar"; Wagner imaginava que Bach era a expressão do mais íntimo espírito germânico e associou sua música a uma esfinge, às esferas celestes e a um mundo anterior ao nascimento da humanidade; Brahms disse que se toda outra música do mundo se perdesse ele ficaria triste, mas se se perdesse a música de Bach ele ficaria inconsolável, e o crítico William Apthorp declarou que não podia abrir um volume de música bachiana sem sentir um arrepio de terror supersticioso, pois ela aniquilava a obra de todos os outros compositores. As apreciações podiam ser extravagantes ao ponto de ler a obra de Bach como um exemplo de Classicismo. No final do século Bach se tornara um gigante aos olhos do mundo musical não apenas germânico, e suas peças para teclado, o fundamento de toda a arte pianística. Sua influência sobre outros compositores se tornou, com isso, tão onipresente que nenhum outro músico podia ombrear com ele, sendo comparado a outros nomes imortais da arte ocidental como Shakespeare e Dante.

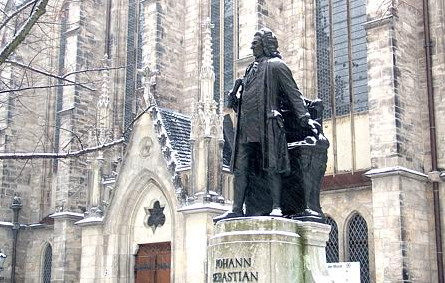
Monumento a Bach diante da Igreja de S. Tomás em Leipzig, obra de Carl Seffner

Com o encerramento da edição crítica da Bach Gesellschaft, em 1900 foi fundada a Neue Bach Gesellschaft (Nova Sociedade Bach), com o objetivo de iniciar a publicação de uma edição prática. A sociedade também inaugurou a tradição dos Festivais Bach e iniciou a publicação de um anuário bachiano, o Bach Jahrbuch, responsável pela divulgação de uma enorme quantidade de ensaios críticos particularizados. Durante mais de trinta anos o anuário foi editado por Arnold Schering, grande estudioso de Bach, que deu contribuições pessoais importantes ao tema. Entre as biografias, em 1905 surgiu a de Albert Schweitzer, que introduziu uma nova abordagem, enfocando principalmente aspectos estéticos, simbólicos e a associação entre a música bachiana e imagens pictóricas e poéticas, bem como analisando o conteúdo expressivo dos textos de suas cantatas e sua tradução musical e a inter-relação entre as várias artes daquele tempo. Esta biografia, cujo título, J. S. Bach, Le Musicien-Poète (J. S. Bach, o músico-poeta), é indicativo de suas intenções, marcou época e assinalou uma reorientação nas pesquisas, que passaram a estudar os princípios da teoria barroca da retórica musical a fim de melhor compreender as suas obras, o que constituiu uma conquista importante. O livro também tomou uma posição na polêmica que então corria entre os advogados da dita "música absoluta", desvinculada de programas extramusicais, e a música poética e expressiva, inclinando-se a favor da última proposição, mas alertando que tal dicotomia era prejudicial à apreciação da música barroca. Schweitzer também foi importante por ter sido o campeão do Orgelbewegung, um movimento que pretendeu resgatar a antiga tradição barroca de construção de órgãos, influenciando a moderna tendência de interpretações historicamente corretas. A esta altura diversos grupos e sociedades já se dedicavam ao estudo e execução da música bachiana em vários pontos da Europa, e em 1928 Charles Terry reexaminou toda a documentação biográfica disponível e publicou um colorido relato sobre a vida de Bach.

### Estudos recentes

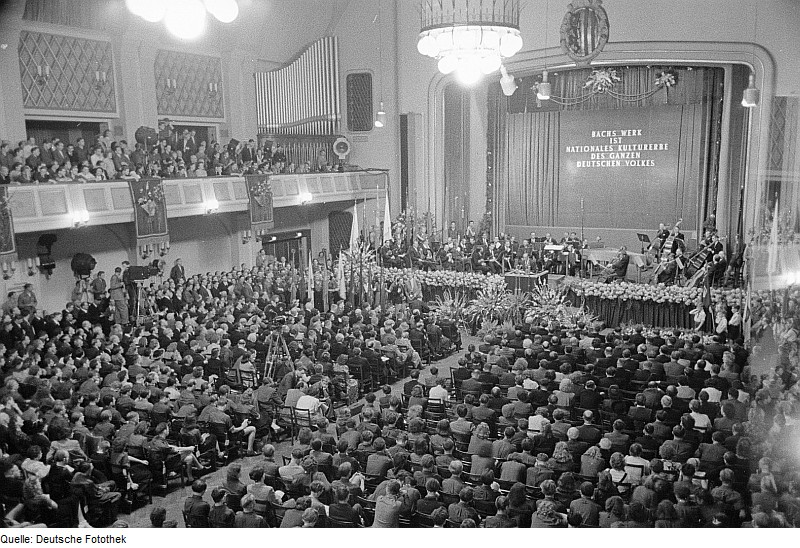
Comemorações em Berlim do bicentenário de sua morte, 1950

O bicentenário de sua morte em 1950 estimulou uma renovada onda de estudos críticos. Entre as publicações que apareceram neste ano deve ser destacado o primeiro catálogo temático da sua obra completa, o Bach-Werke-Verzeichnis, fruto do esforço de Wolfgang Schmieder, de onde deriva a abreviatura "BWV" mais um número, que se encontram identificando todas as composições de Bach. Outra iniciativa da maior importância foi a decisão do Instituto Bach de Göttingen, juntamente com os Arquivos Bach de Leipzig, de se realizar outra edição crítica das suas obras completas, a Neue Ausgabe sämtlicher Werke, considerando que a edição antiga já não satisfazia os critérios acadêmicos mais recentes, e tendo como meta apresentar todas as suas composições em todas as versões e revisões autênticas disponíveis. Uma década mais tarde Alfred Dürr e Georg von Dadelsen apresentaram uma nova cronologia das suas cantatas de Leipzig, exercendo um impacto revolucionário no entendimento de sua evolução estética, e nos anos subsequentes até os dias de hoje uma enorme quantidade de novo material analítico vem sendo produzida sobre o Kantor de São Tomás, muitas vezes revendo proposições consagradas e derrubando antigos mitos. Avolumando-se constantemente as novas descobertas e conclusões, a tarefa de escrever sobre Bach na contemporaneidade é, como disse Boyd, ainda mais formidável do que era em 1900 e mesmo em 1980. É interessante assinalar, conforme pensa Geck, que as tentativas de desmontar os mitos que se agregaram ao redor de sua figura podem esclarecer algumas coisas em sua vida e carreira, mas por outro lado podem não fazer-lhe verdadeira justiça, já que é exatamente aos mitos que se deve boa parte da sua força histórica e da sua sobrevivência além de seu tempo.
De qualquer forma, a posição de Bach como um dos mais brilhantes luminares da música ocidental parece definitivamente assegurada, sua produção é uma das bases do atual repertório de concertos e para muitos críticos ele é o maior compositor de todos os tempos. A lista de compositores notáveis ao longo dos séculos XIX e XX que demonstraram ter recebido sua influência é impressionante, incluindo mestres que, por sua vez, foram de imensa importância e eram alinhados a estéticas muito afastadas dos princípios barrocos. Além dos já mencionados Beethoven, Haydn, Mozart, Mendelssohn, Schumann, Wagner e Brahms, cite-se mais alguns: Chopin, Liszt, Mahler, Reger, Saint-Saëns, Busoni, Debussy, Ravel, Fauré, Casella, Schoenberg, Berg, Hindemith, Malipiero, Respighi, Franck, Honegger, Elgar, Walton, Britten, Copland, Harris, Piston Villa-Lobos, Reich e Andriessen.

### Bach na cultura popular
Com tamanho prestígio entre os conhecedores, não admira que Bach tenha transbordado para a cultura popular e se tornado uma imagem icônica, chegando a ser incluído no rol dos santos da Igreja Luterana, comemorado no dia 28 de julho, e homenageado como compositor ilustre no calendário da Igreja Episcopal dos Estados Unidos
O impacto de sua música não mais se restringe à música erudita, e tem sido detectado também na música pop, como no rock progressivo, e nos inúmeros arranjos que são feitos de sua música para atender ao gosto de outras plateias, como o Funk paulista  e também do gênero chamado crossover, do qual é um exemplo notório a série de arranjos feitos por Wendy Carlos para a trilha sonora do filme Laranja Mecânica, de Stanley Kubrick. Diversos famosos músicos populares também declararam ser de alguma forma seus devedores, como Nina Simone, Dave Brubeck e Keith Jarrett.
Ele também se tornou personagem de vários filmes e documentários, entre eles Johann Sebastian Bachs vergebliche Reise in den Ruhm (direção de Victor Vicas, 1979/1980); Johann Sebastian Bach (direção de Lothar Bellag, 1983/1984) e Mein Name ist Bach (direção de Dominique de Rivaz, 2002/2003). Um asteroide recebeu o seu nome (1814 Bach), sua efígie já foi impressa em selos, moedas e medalhas, e os monumentos em sua honra se multiplicam pelo mundo.

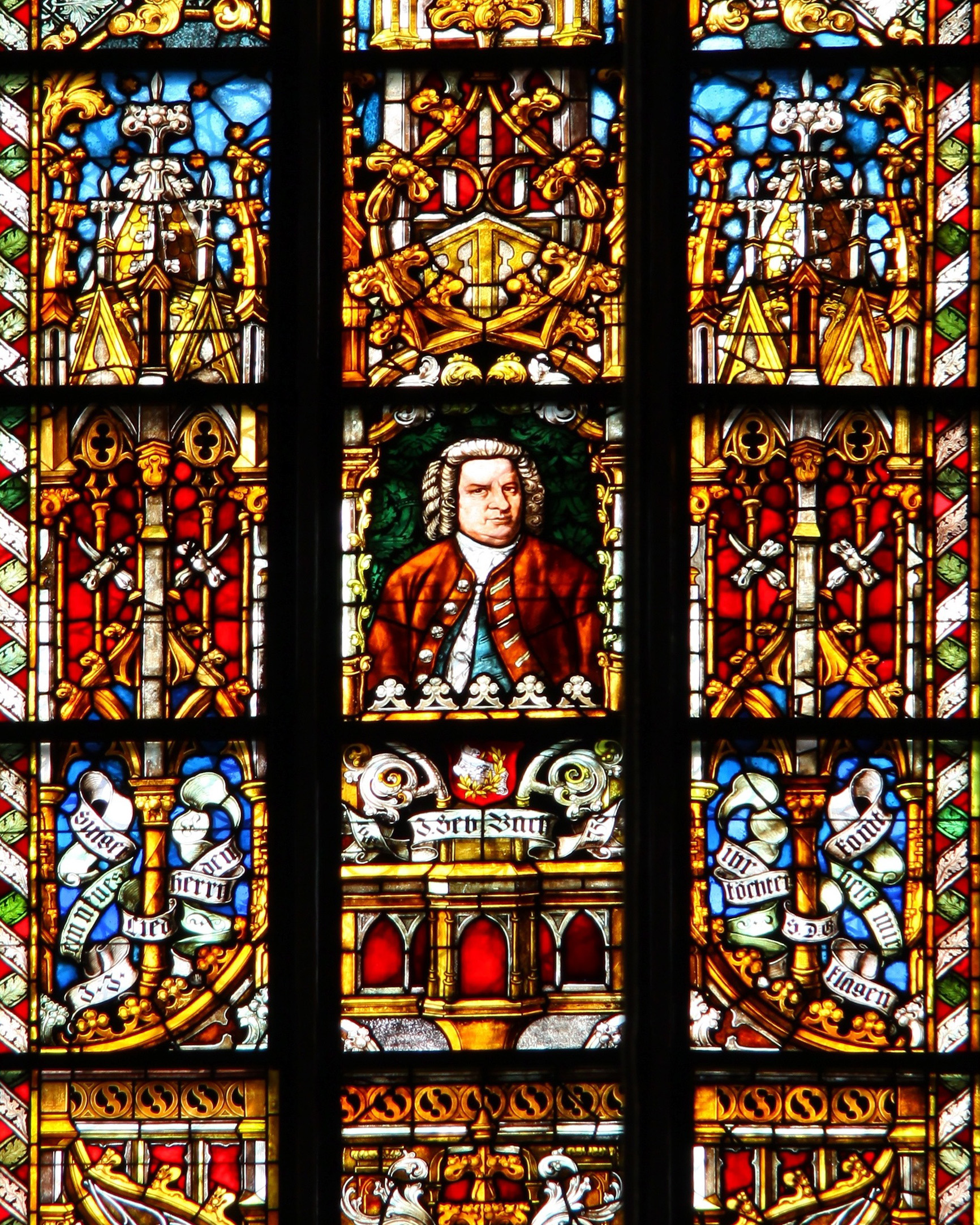
Retrato de Bach em vitral da Igreja de S. Tomás, Leipzig
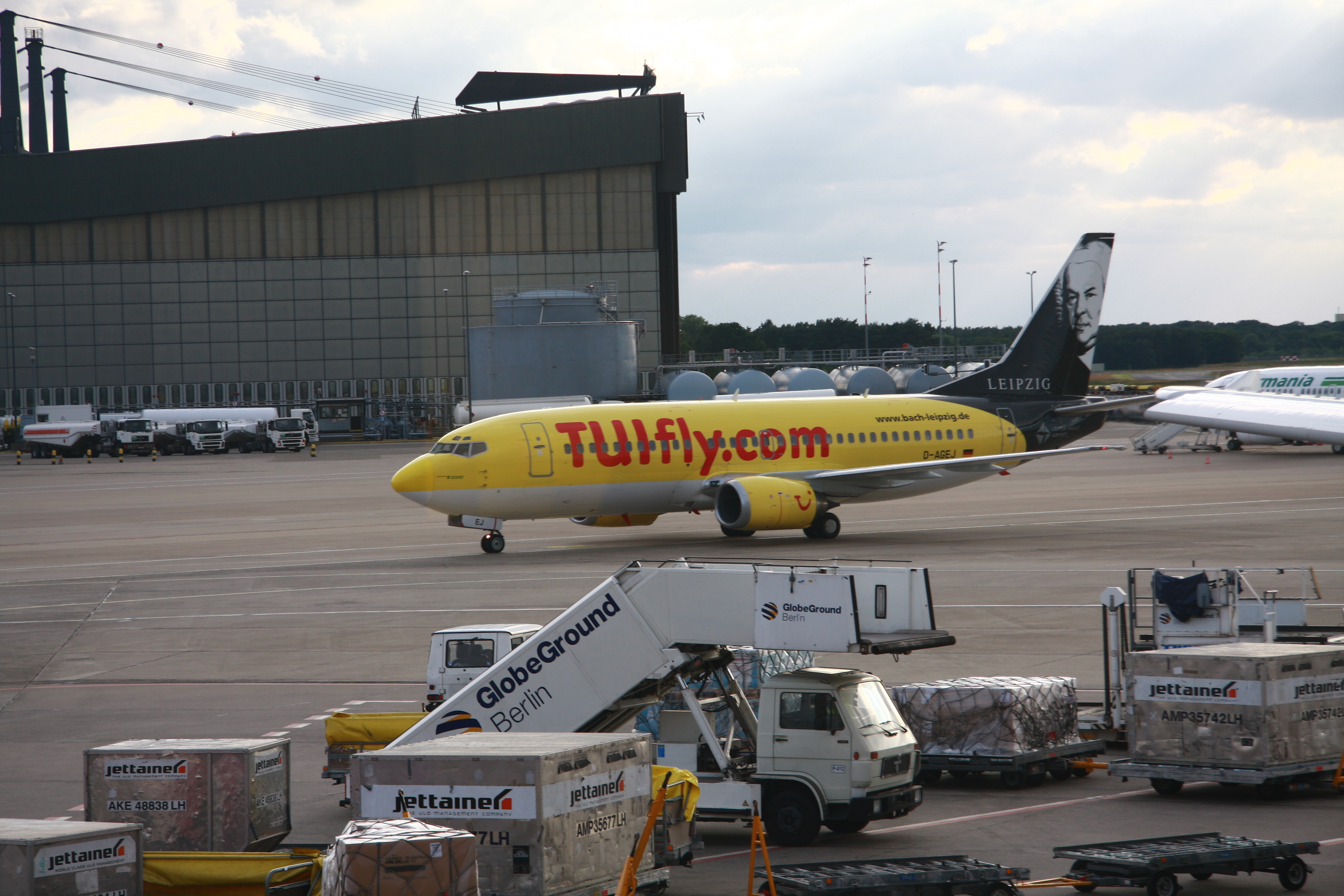
Retrato de Bach sobre a cauda de um avião Boeing 737-300
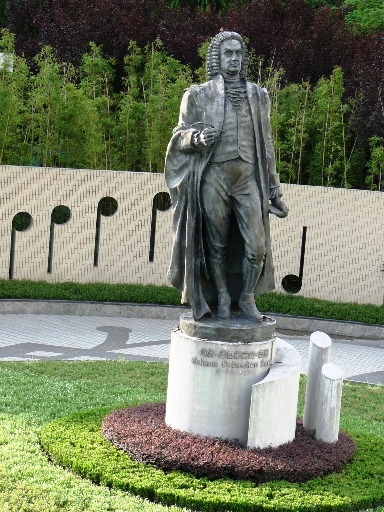
Monumento a Bach em Xangai
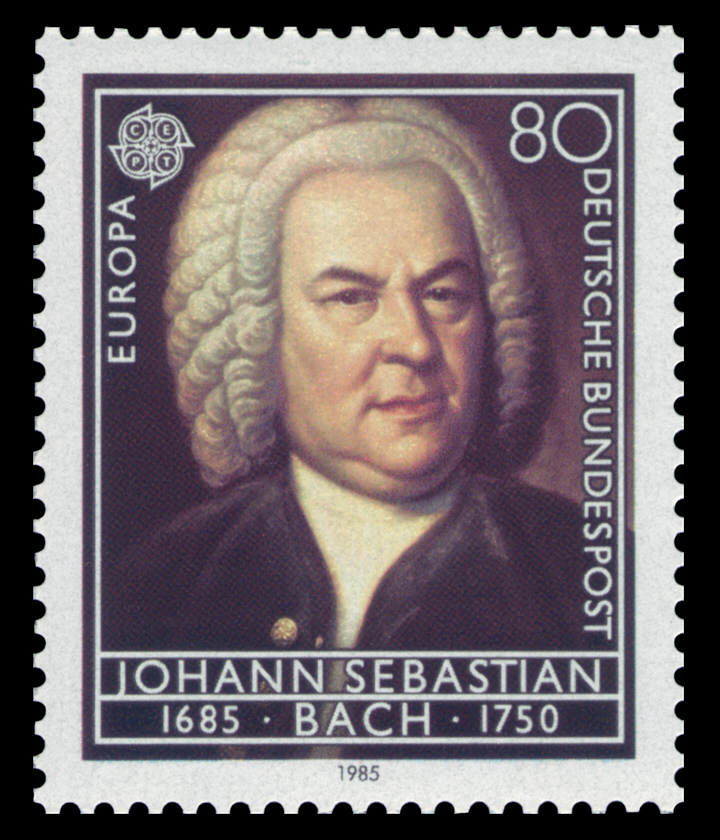
Selo comemorativo do tricentenário de seu nascimento

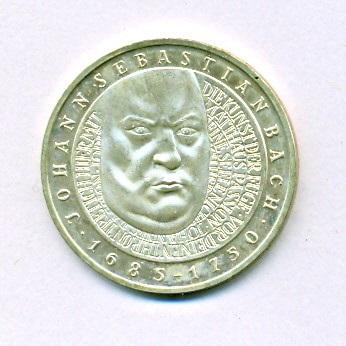
Moeda de dez marcos alemães com a efígie de Bach
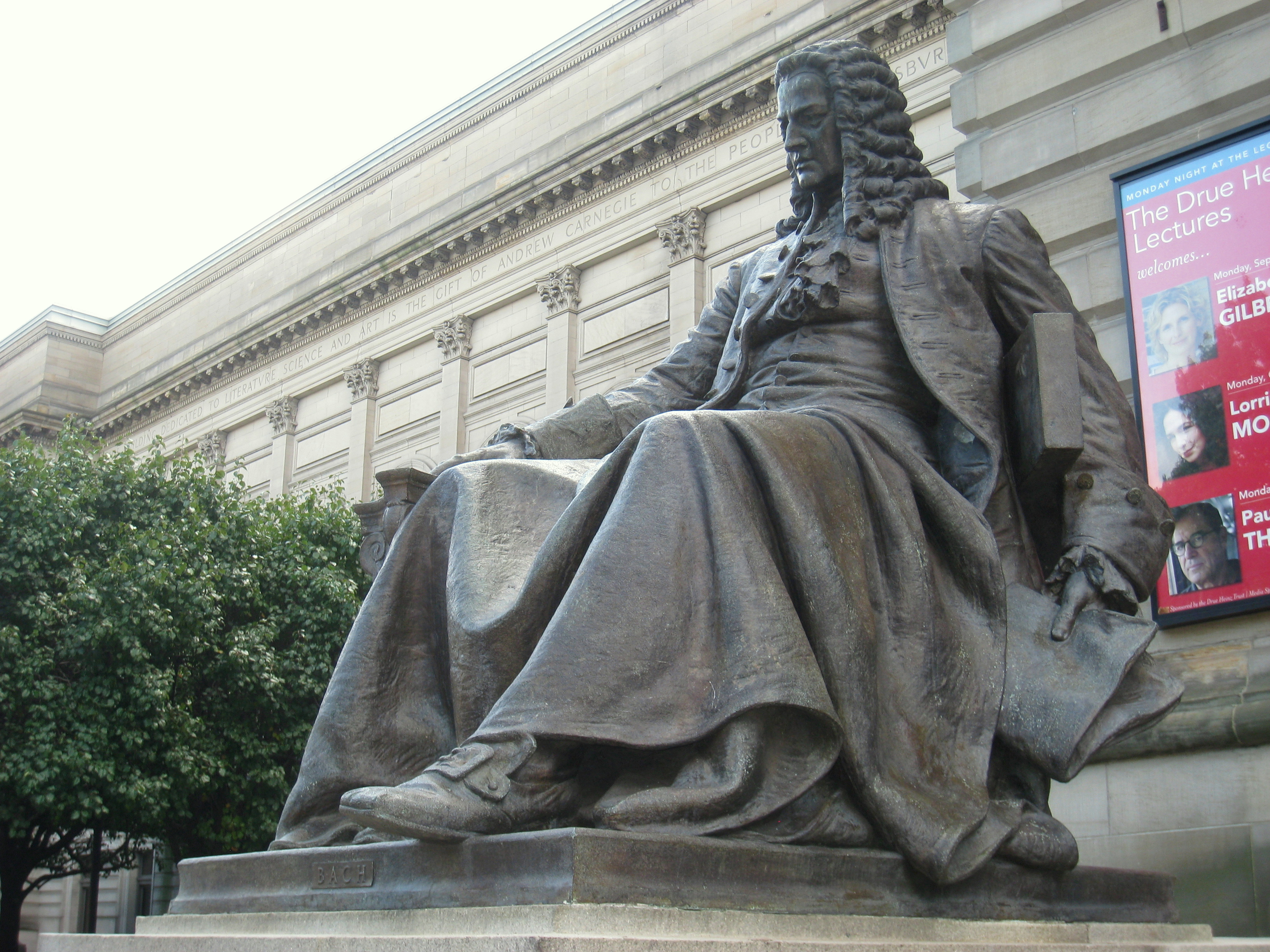
Monumento a Bach diante dos Museus Carnegie, Pittsburgh
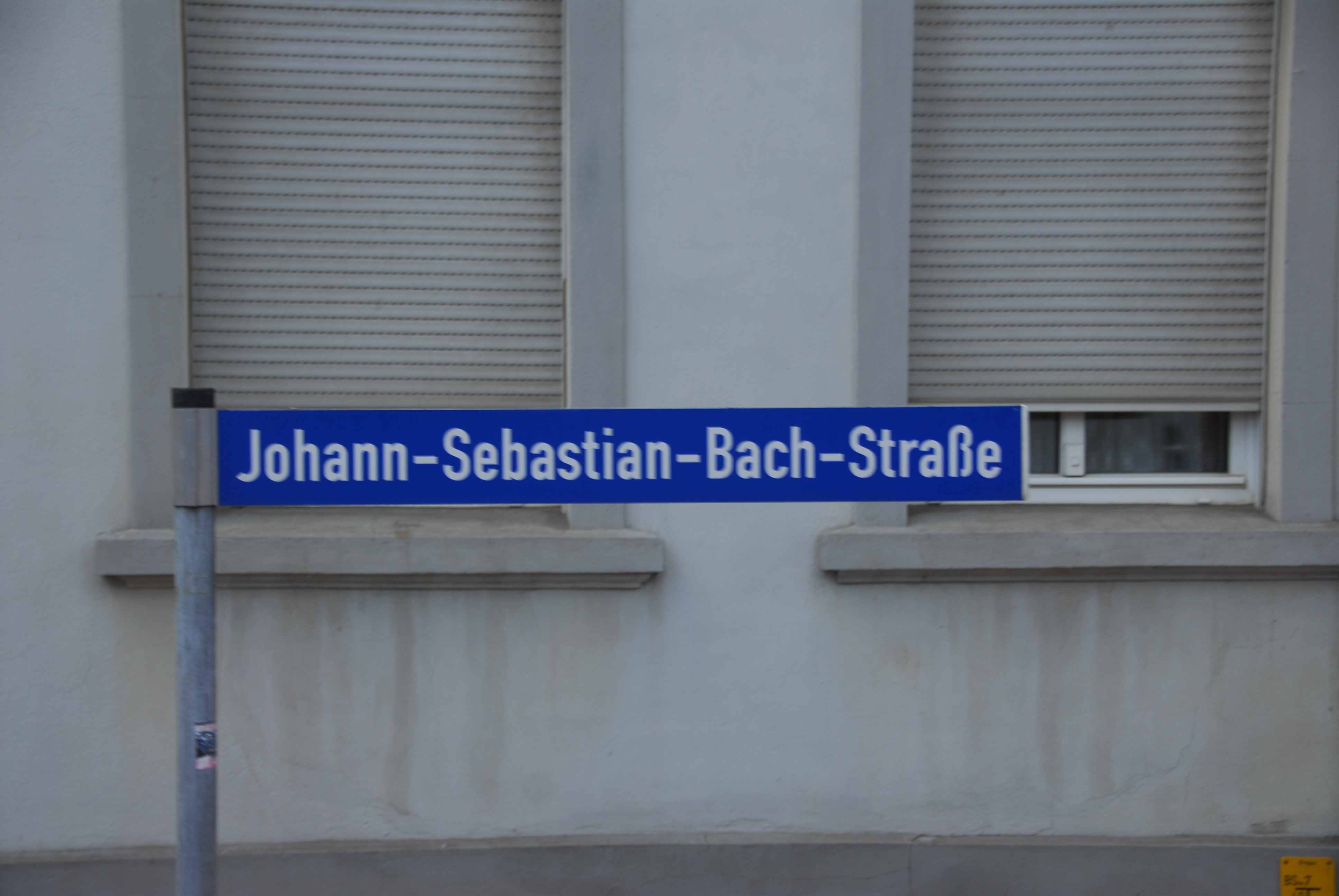
Placa indicativa da rua Johann Sebastian Bach em Wittenberg
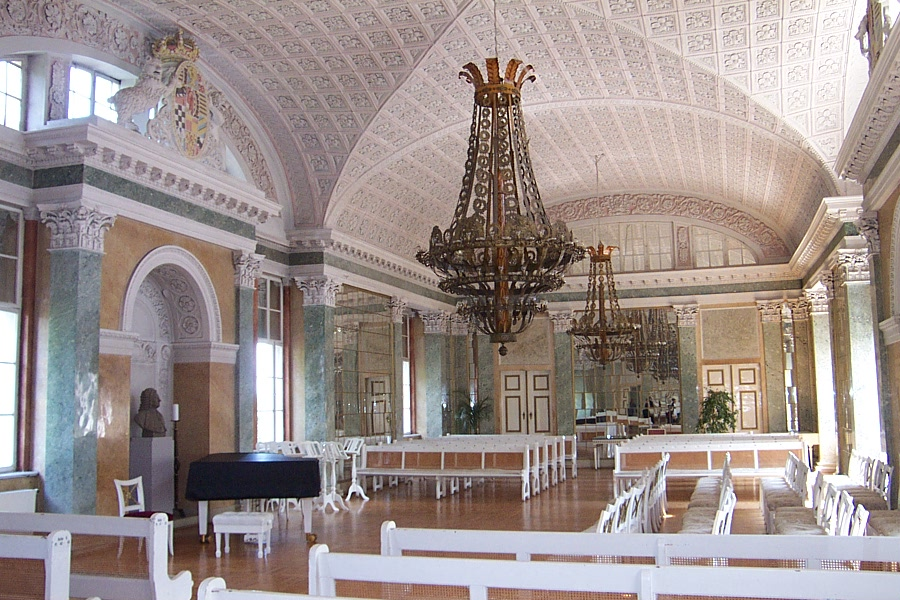
Sala Bach no Castelo de Köthen